# GATCPAC

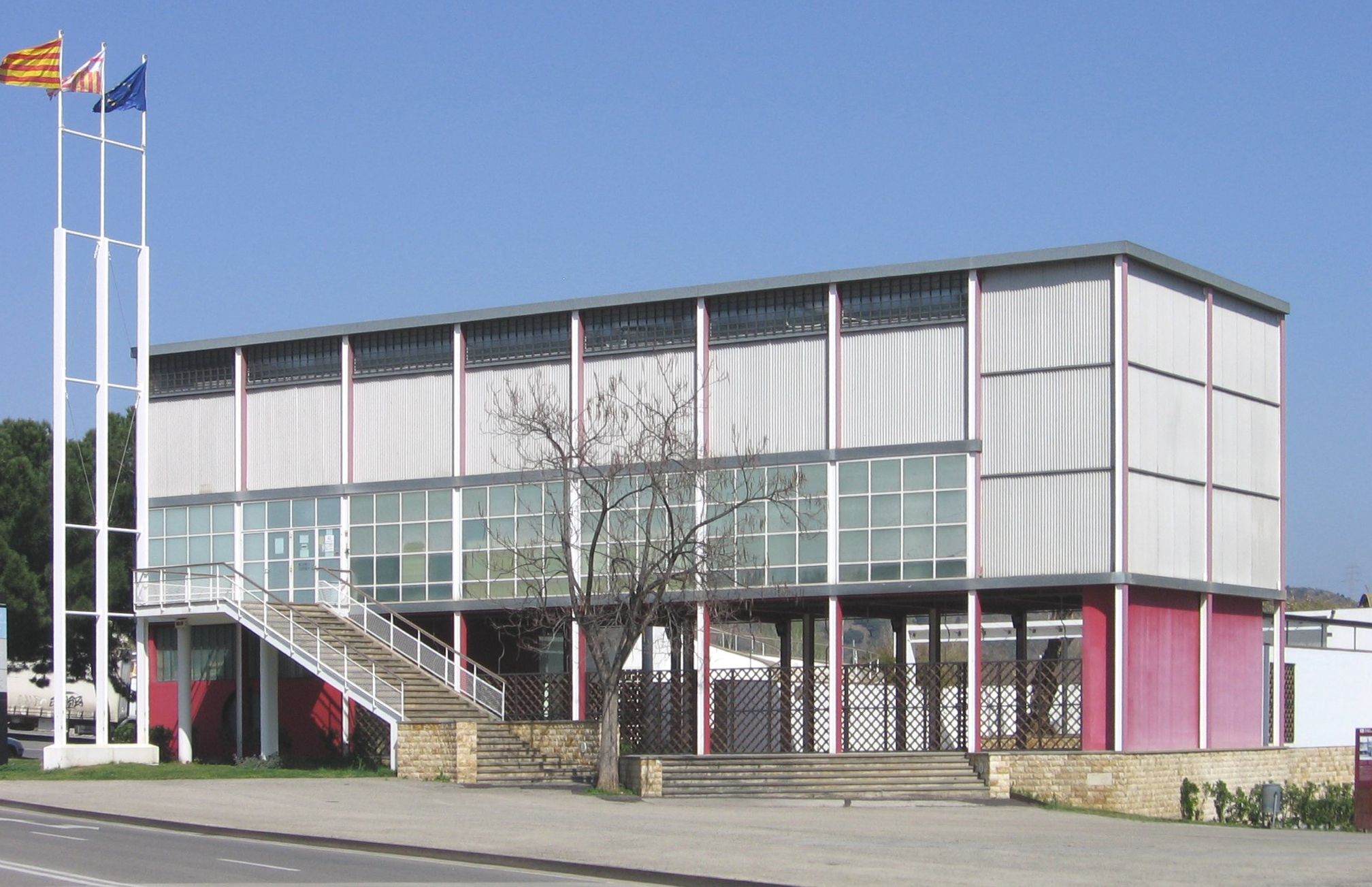
Pabellón de la República Española para la Exposición Internacional de París de 1937, de Josep Lluís Sert, Luis Lacasa y Antoni Bonet i Castellana; réplica en Barcelona de 1992, de Miquel Espinet, Antoni Ubach y Juan Miguel Hernández León

El Grupo de Arquitectos y Técnicos Catalanes para el Progreso de la Arquitectura Contemporánea (en catalán: Grup d'Arquitectes i Tècnics Catalans per al Progrés de l'Arquitectura Contemporània), más conocido por sus siglas GATCPAC, fue un movimiento arquitectónico surgido en Cataluña en los años 1930 que pretendía modernizar el panorama arquitectónico en consonancia con las corrientes vanguardistas europeas, especialmente la arquitectura racionalista. Entre sus miembros más destacados se encontraban Josep Lluís Sert, Josep Torres Clavé, Joan Baptista Subirana, Sixte Illescas, Germán Rodríguez Arias y Ricardo de Churruca. Surgió como Grupo Este del GATEPAC (Grupo de Arquitectos y Técnicos Españoles para el Progreso de la Arquitectura Contemporánea), pero tras la disolución del mismo en 1933 quedó como entidad autónoma y prosiguió su labor hasta el final de la guerra civil española. 
De ideas progresistas y preocupados tanto por la renovación social como la arquitectónica, este movimiento tuvo una gran vinculación con las autoridades republicanas, especialmente con la Generalidad de Cataluña, para la que elaboraron numerosos proyectos relacionados con el urbanismo —como el Plan Macià—, la vivienda obrera y las infraestructuras escolares y sanitarias. También se preocuparon por la decoración y el interiorismo. Aunque muchos de sus proyectos no llegaron a realizarse, debido principalmente al estallido de la Guerra Civil, su labor supuso un período de gran efervescencia en el terreno arquitectónico en los años 1930, en que las ideas innovadoras desarrolladas por estos arquitectos entroncaron con la vanguardia internacional y dejaron realizaciones de notable calidad, como la casa Bloc, el Dispensario Central Antituberculoso y el Pabellón de la República Española para la Exposición Internacional de París de 1937.

## Historia

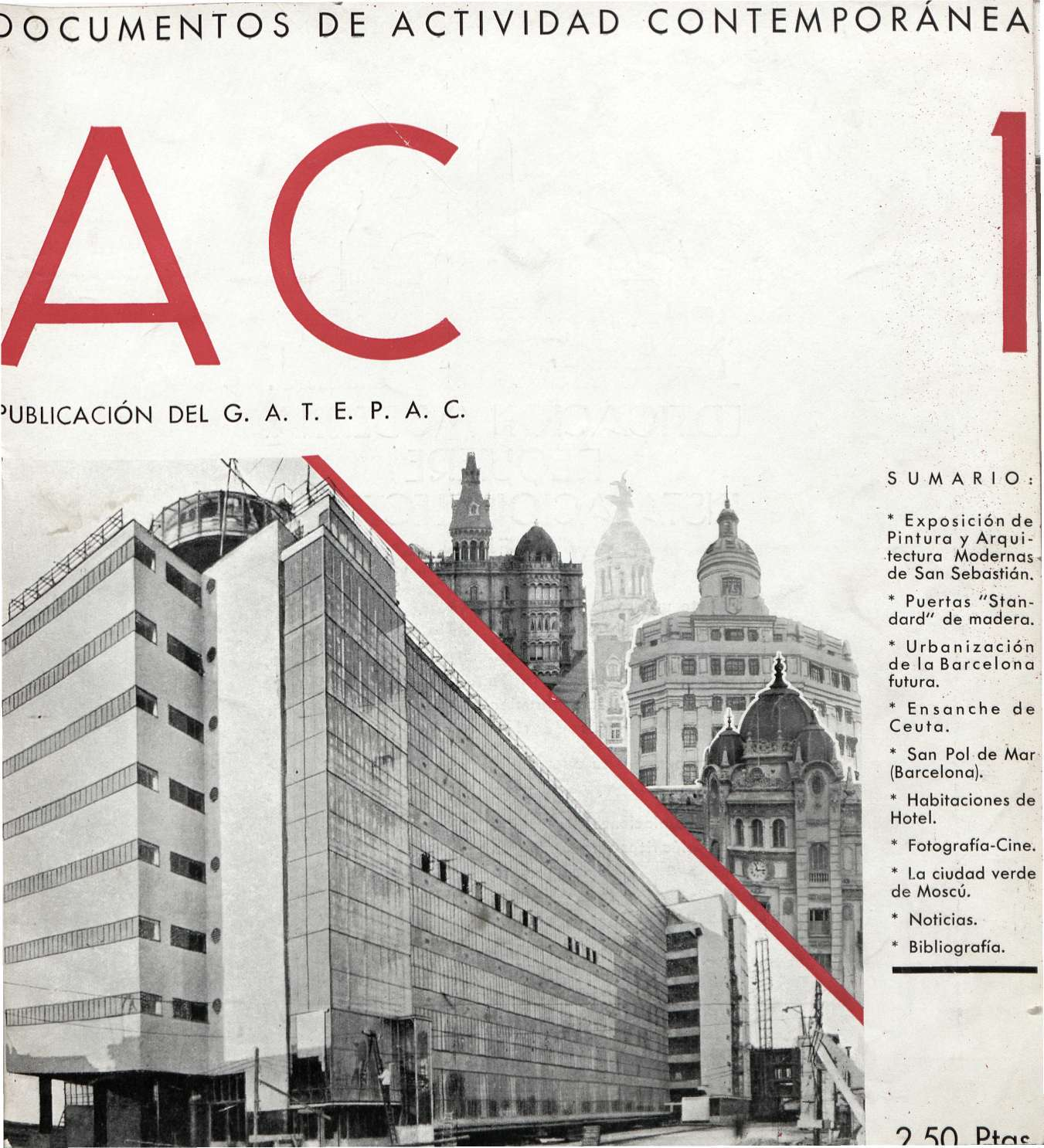
Portada del primer número de A. C. Documentos de Actividad Contemporánea (1931)

En los años 1930 surgió una fuerte voluntad de acercamiento a las vanguardias arquitectónicas europeas, donde estaba despuntando el racionalismo, un estilo practicado en el centro de Europa desde inicios de los años 1920 por arquitectos como Le Corbusier, Ludwig Mies van der Rohe, Walter Gropius y J.J.P. Oud. Era un estilo que aunaba funcionalidad y estética, dando predominio al volumen sobre la masa, con formas basadas en el rectángulo y las líneas horizontales, sin ocultar la estructura del edificio, con paredes lisas y ventanas metálicas, sin recargamiento ornamental. En Cataluña, la influencia de la arquitectura internacional se expresó en dos líneas: un racionalismo más purista inspirado en Le Corbusier y un eclecticismo que aceptaba otras referencias, como el art déco o el expresionismo alemán, con un especial referente en la Bauhaus.
En Barcelona, la Exposición Internacional de 1929, realizada bajo los auspicios de la dictadura de Primo de Rivera, había evidenciado lo caduco de la arquitectura académica del momento, anclada en el historicismo y el clasicismo novecentista. Frente a ello, un grupo de jóvenes estudiantes de los últimos cursos de arquitectura de la Escuela Técnica Superior de Arquitectura de Barcelona (ETSAB) sintieron la necesidad de rebelarse y buscar una nueva vía de expresión más acorde con la modernidad, que encontraron en el racionalismo de moda entonces en el resto de Europa. Para ello coadyuvó la labor del pintor y crítico de arte Rafael Benet, que con sus crónicas del arte vanguardista europeo en La Veu de Catalunya dio a conocer la obra de varios arquitectos innovadores, especialmente Le Corbusier. Fue Benet quien propició la primera visita de Le Corbusier a la Ciudad Condal para celebrar unas conferencias en la sala Mozart el 15 y 16 de marzo de 1928, que supusieron el primer germen para el surgimiento de un movimiento racionalista en Cataluña. Asimismo, Josep Lluís Sert asistió a las conferencias pronunciadas por Le Corbusier en la madrileña Institución Libre de Enseñanza en 1928.
Entre el 13 y 27 de abril de 1929 se organizó una exposición en las Galerías Dalmau de Barcelona titulada Arquitectura Nueva. Exposición de proyectos, en la que se presentaron diversos proyectos de estos jóvenes arquitectos. Entre los proyectos presentados se encontraban: un aeropuerto de Sixte Illescas; una plaza de toros de Ricardo de Churruca, Francesc Fàbregas y Germán Rodríguez Arias; una clínica de Cristòfor Alzamora y Enrique Pecourt; un club deportivo de Pere Armengou y Francesc Perales; y un hotel y pueblo de veraneo de Josep Lluís Sert y Josep Torres Clavé. De esta exposición se hizo eco el periódico Mirador, que sería uno de los principales órganos de difusión del movimiento en sus inicios. También se hicieron eco del nuevo movimiento La Veu de Catalunya, La Publicitat y L'Opinió.
Con esa premisa, en 1930 se creó en Barcelona el grupo GCATSPAC (Grupo Catalán de Arquitectos Técnicos para la Solución de Problemas de la Arquitectura Contemporánea), fundado por Josep Lluís Sert, Sixte Illescas, Germán Rodríguez Arias, Ricardo de Churruca y Francesc Fàbregas. En septiembre de 1930 participaron en la exposición del Ateneo Guipuzcoano de San Sebastián (Exposición de Arquitectura y Pintura Modernas) de la que surgió el GATEPAC —constituido en Zaragoza el 26 de octubre de 1930—, en el que se integraron como Grupo Este o GATCPAC. A su vez, el GATEPAC surgió como sección española del CIRPAC (Comité Internacional para la Resolución de Problemas de la Arquitectura Contemporánea), el cuerpo ejecutivo del CIAM (Congreso Internacional de Arquitectura Moderna). Los estatutos del GATCPAC fueron aprobados por el Gobierno Civil de Barcelona el 28 de noviembre de 1930, y la asociación se constituyó formalmente el 6 de diciembre, con sede en el paseo de Gracia n.º 99.
En sus estatutos, los miembros del GATCPAC declaraban que su finalidad era «reunir los arquitectos, ingenieros y técnicos y todos los industriales del ramo de la construcción para fomentar y divulgar la arquitectura contemporánea y las industrias que con ella se relacionen. Estar en contacto con el resto de las agrupaciones españolas e internacionales para el buen desarrollo de esta idea en España y el extranjero». Por otro lado, el GATCPAC se declaraba libre de cualquier tendencia política o religiosa y manifestaba su intención de no interferir en las actividades privadas de sus miembros. También estipulaba la existencia de diferentes tipos de socios: estudiantes, numerarios, honorarios, directores, protectores e industriales. En aras de evitar las críticas y disidencias, en el artículo 15d se estipulaba que «se perderá la calidad de socio, entre otras causas, por exteriorizar disconformidad en la actuación del grupo».
Entre los miembros fundadores del GATCPAC se encontraban Josep Lluís Sert, Sixte Illescas, Germán Rodríguez Arias, Ricardo de Churruca, Josep Torres Clavé, Cristòfor Alzamora, Manuel Subiño, Pere Armengou y Francesc Perales. Posteriormente se incorporaron como socios directores arquitectos como Joan Baptista Subirana (1931), Jaume Mestres i Fossas (1931),  Francesc Fàbregas (1933), Ricard Ribas Seva (1933), Josep González Esplugas (1933) y Raimon Duran i Reynals (1935). El grupo contaba también con algunos socios industriales, entre los que se encontraban Asland, Compañía Roca de Radiadores, Escofet, Catalana de Gas, Butsems y Siemens.
En cuanto a socios numerarios, en 1931 había veintiséis, mientras que en 1938 quedaban dieciséis. Entre los socios numerarios se encontraban: Bartomeu Agustí, Pere Alapont, Ramon Argilés, Jordi Audet, Joan Baca, Marino Canosa, Carles Cardenal, Antoni de Ferrater, Joan M. Ferrés, Antoni Fisas, Josep Gudiol, Marià Lassús, Josep Maria Liesa de Sus, José María Martino, Josep Maria Monravà, Ramon Nicolau, Juan José Olazábal, Robert Oms, Josep Pellicer, Pere Pi Calleja, Antoni Puig i Gairalt, Ramon Puig i Gairalt, Pere Ricart, Lluís Riudor, Marià Romaní, Alexandre Soler i March, Josep Soteras, Xavier Turull y Jaume Villavecchia.
De socios estudiantes pasaron de veinte en 1931 a veintiuno en 1933, sin producirse más variaciones desde entonces. Entre ellos se hallaban: Antoni Batlle, Antoni Bonet i Castellana, Sebastià Bonet, Joan Capdevila (numerario desde 1933), Josep Maria Claret (numerario desde 1933), Esteve Marco, Joan Masferrer, Francesc Mitjans, Antoni Munné y Nil Tusquets.
A lo largo del tiempo se sucedieron distintos movimientos entre los miembros del grupo: en 1931 dimitió Armengou (dimisión no aceptada); en 1932, Mestres y Subirana, así como no fueron aceptadas las de Subiño y Fàbregas; en 1934 Subirana pidió el reingreso (no aceptado) y dimitieron Illescas y Subiño de nuevo; en 1935 Illescas fue readmitido y pidió de nuevo la dimisión al poco tiempo; en 1936 dimitieron Ribas y Alzamora.

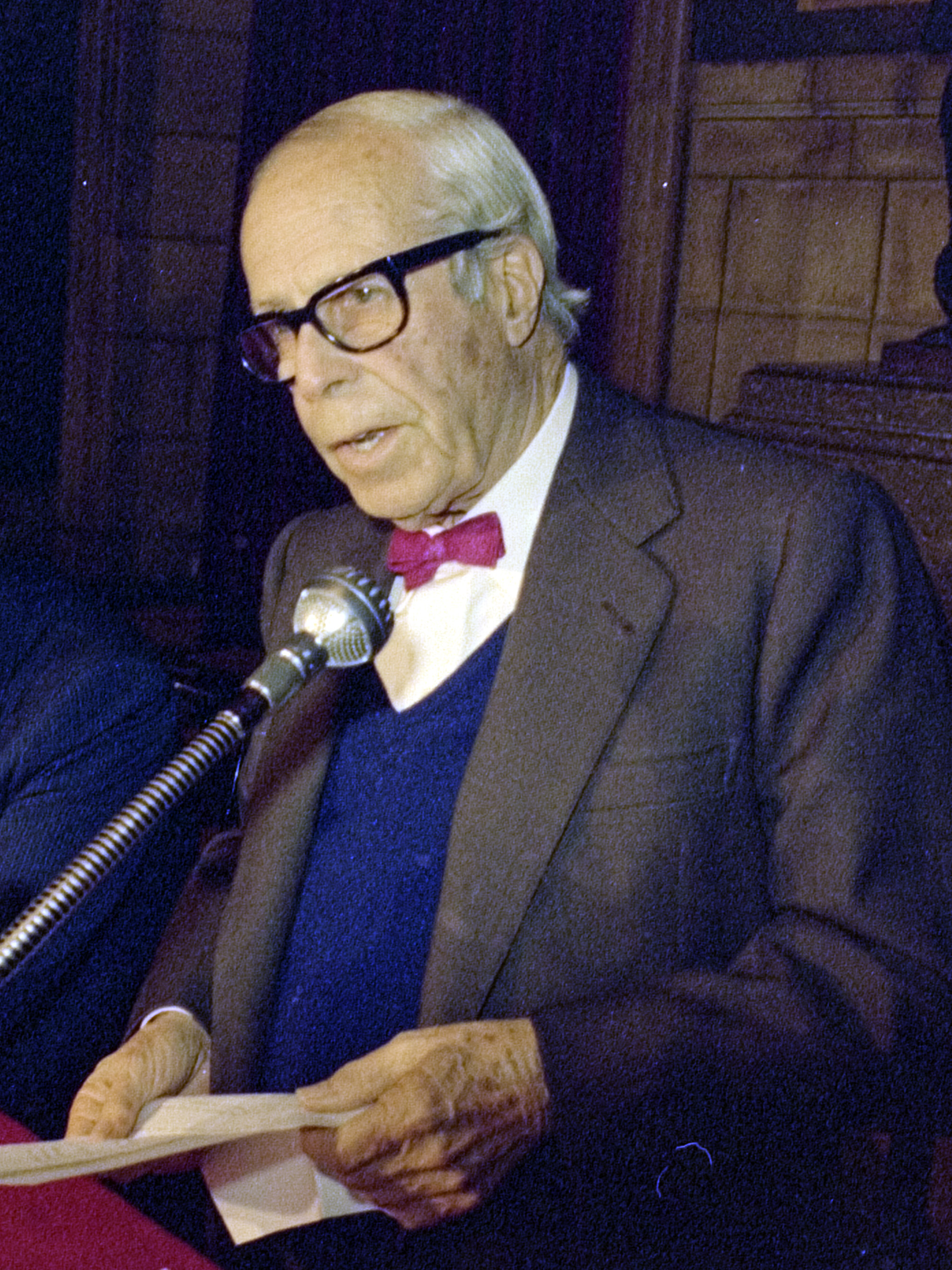
Josep Lluís Sert

El primer consejo directivo del grupo estaba organizado de la siguiente forma: Sert, delegado; Subiño, secretario; Alzamora, tesorero; Churruca y Rodríguez Arias, bibliotecarios; Armengou y Torres Clavé, redactores; Illescas y Perales, delegados de industriales.
El GATCPAC asumió prácticamente todas las labores organizativas del GATEPAC y fue la única sección que mantuvo una actividad continuada. En la declaración programática que efectuaron en 1930 apuntaban como finalidad del grupo el «contribuir en nuestro país al desarrollo de la nueva orientación universal en arquitectura y de resolver y estudiar los problemas que se presentan en su adaptación a nuestro medio».
El 13 de abril de 1931, un día antes de la proclamación de la Segunda República, se inauguró un local para las actividades del grupo en el paseo de Gracia n.º 99 de Barcelona, que fue denominado MIDVA (Muebles y Decoración de la Vivienda Actual). Servía como lugar de reunión y centro expositivo, al tiempo que también funcionó como tienda, especialmente de muebles, electrodomésticos y objetos decorativos y para el hogar. El local fue clausurado en 1939.
La proclamación de la Segunda República pocos meses después de la constitución del grupo y, anexo a esta, la instauración de la Generalidad de Cataluña, fueron factores coadyuvantes del éxito inicial del GATCPAC, que contó con el patronazgo de la Generalidad para numerosos de sus proyectos, especialmente en cuanto a urbanismo, vivienda y equipamientos colectivos.
También en 1931 los socios directores del GATCPAC organizaron un gabinete técnico para el estudio de diversos campos de actuación arquitectónica y urbanística, que fueron divididos entre sus miembros a través de comisiones: Cristòfor Alzamora y Manuel Subiño, Ordenamientos municipales; Josep Lluís Sert, Josep Torres Clavé y Francesc Perales, Escuelas; Ricardo de Churruca, Sixte Illescas y Germán Rodríguez Arias, Viviendas para obreros. También se crearon comisiones conjuntas para el proyecto de urbanización de la Diagonal, el de «Barcelona futura» (Plan Macià) y el de elaboración de un nuevo plan de estudios para la Escuela de Arquitectura.
El 24 de mayo de 1931 se reunieron los delegados de los tres grupos del GATEPAC: Fernando García Mercadal (centro), José Manuel Aizpurúa (norte) y Josep Lluís Sert (este). En la reunión se acordó la gestión colegial de la revista A. C. Documentos de Actividad Contemporánea, la participación grupal en los concursos nacionales, las cuotas económicas de participación en el CIRPAC y la producción de exposiciones, conferencias y seminarios. También se discutió sobre las siglas y el grupo catalán decidió mantener el nombre GATCPAC, que ya tenían rotulado en su tienda. En mayo de 1931 salió el primer número de la revista A.C., por el precio de 2,50 pesetas.
Entre el 9 de mayo y el 2 de agosto de 1931 el GATEPAC participó en la Exposición Internacional de Urbanismo y Habitación celebrada en Berlín, con un estand diseñado por Subirana y Alfredo Rodríguez Orgaz. Entre los proyectos de arquitectos catalanes se encontraban: una casa en la playa de Churruca; un club náutico de Rodríguez Arias; una vivienda familiar de Illescas; una casa de inquilinos de Sert; una vivienda familiar de Torres Clavé; una vivienda familiar de Armengou; un pueblo de vacaciones de Sert y Torres Clavé; y un club deportivo de Armengou y Perales. También participaron entre el 27 de junio y el 5 de julio en la Exposición de Arquitectura organizada en la sala Parés de Barcelona, en la que por primera vez firmaron sus proyectos conjuntamente como GATCPAC y no de forma individual, y donde presentaron su proyecto de urbanización de la avenida Diagonal, aparecido simultáneamente en el número 4 de la revista A.C. Durante el certamen, Sert pronunció una conferencia titulada La arquitectura de nuestra época.
En diciembre de 1931 el grupo participó en un concurso de casas baratas para Bilbao, con un proyecto realizado de forma colectiva por Sert, Torres Clavé, Rodríguez Arias, Subirana, Churruca, Armengou, Perales, Alzamora y Subiño. Presentaron un diseño de dos bloques lineales paralelos, de cinco plantas, con apartamentos de 48 a 70 m², con una clara inspiración en el edificio de Weissenhoff de Ludwig Mies van der Rohe.
En marzo de 1932 el grupo organizó una reunión del CIRPAC en Barcelona, de cara a preparar el CIAM de Moscú. En la misma pronunciaron conferencias Le Corbusier, Victor Bourgeois, Walter Gropius, Sigfried Giedion y Cornelis van Eesteren. También se celebró en los sótanos de la plaza de Cataluña una exposición titulada Parcelación racional. Durante el certamen se reunieron el presidente de la Generalidad Francesc Macià y Le Corbusier, y durante el transcurso de la reunión se esbozó el proyecto urbanístico de la Barcelona Futura, que sería llamado Plan Macià en honor al presidente. Por otro lado, el 13 de junio de 1932 la Generalidad creó el Comisionado de la Casa Obrera para la promoción de vivienda pública, a la que se incorporaron Sert, Torres Clavé y Subirana como técnicos asesores; de esta iniciativa nació la casa Bloc, construida entre 1933 y 1936.
Ese mismo año el grupo patrocinó la creación de una asociación para promover el arte de vanguardia, el ADLAN (Amics de l'Art Nou, «amigos del arte nuevo»). Fue fundado por Josep Lluís Sert, Joan Prats y Joaquim Gomis, y entre sus miembros figuraron Ángel Ferrant, Eudald Serra, Ramon Marinel·lo, Artur Carbonell, Jaume Sans y otros artistas. Entre sus actividades, organizaron exposiciones de Pablo Picasso, Salvador Dalí, Joan Miró y Alexander Calder, y editaron el número extraordinario de Navidad dedicado al arte internacional de la revista D'Ací i d'Allà (1934). También patrocinaron la Exposición logicofobista celebrada en las Galeries d'Art Catalònia de Barcelona en 1936, en la que participaron artistas como Artur Carbonell, Leandre Cristòfol, Ángel Ferrant, Esteban Francés, Ramon Marinel·lo, Maruja Mallo, Àngel Planells, Jaume Sans y Remedios Varo.
Entre el 2 y el 15 de marzo de 1933 se celebró una exposición en los sótanos de la plaza de Cataluña titulada La Ciudad de Reposo, en que se presentaron los primeros esbozos para una Ciudad de Reposo y Vacaciones (CRV), uno de los proyectos estrella del grupo junto al Plan Macià. En junio de ese año participaron también en la VI Feria Internacional de Barcelona y el I Salón del Turismo y los Deportes. Entre el 29 de julio y el 13 de agosto se celebró el congreso del CIAM en Atenas —no finalmente en Moscú por problemas políticos—, con la presencia de Sert, Torres Clavé, Ribas Seva y Bonet Castellana, que presentaron una serie de gráficos y planimetrías sobre Barcelona.
Ese año de 1933 finalmente los grupos norte y centro del GATEPAC se disolvieron, con lo que quedó únicamente el GATCPAC como grupo activo. En una reunión celebrada en Madrid, se acordó dicha disolución y se nombró a Fernando García Mercadal como delegado del GATCPAC en Madrid.
En abril de 1934 un grupo de miembros del GATCPAC viajó a la Unión Soviética para ponerse al corriente de las novedades arquitectónicas producidas en este país. Por otro lado, el 20 y 21 de mayo Sert y Torres Clavé participaron en la reunión del CIRPAC en Londres.
Entre el 11 de julio y el 14 de agosto de 1934 se celebró en los sótanos de la plaza de Cataluña una exposición titulada La Nueva Barcelona, en la que se presentó el Plan Macià con un diorama de siete metros de largo elaborado por Torres Clavé, además de dibujos, esquemas y fotomontajes. La inauguración fue presidida por el presidente de la Generalidad, Lluís Companys, y el alcalde de Barcelona, Carles Pi i Sunyer. Sin embargo, los sucesos de octubre de 1934 y los cambios en el Ayuntamiento y la Generalidad paralizaron el proyecto; así, cuando entre el 1 y el 14 de abril de 1935 se volvió a presentar La Nueva Barcelona en el Palacio n.º 1 de Montjuic, las nuevas autoridades retiraron los plafones del grupo referentes al saneamiento del casco antiguo, contrapuestos a los nuevos planes del Ayuntamiento. Los retrasos en la puesta en marcha del proyecto y el aminoramiento en las actividades del grupo provocaron ciertas disidencias en el seno del colectivo, lo que conllevó la dimisión de varios socios.
En mayo de 1936 el grupo participó en el I Salón de Artistas Decoradores, celebrado en la cúpula del Cine Coliseum de Barcelona. También participaron en junio en la VI Trienal de Milán, integrados en la asociación Fomento de las Artes Decorativas (FAD), donde expusieron sus obras más emblemáticas.
El estallido en julio de 1936 de la Guerra Civil paralizó prácticamente toda la actividad del colectivo. El 30 de diciembre de 1936 fue confiscado el local del GATCPAC. Varios miembros del grupo —especialmente Torres Clavé— se sumaron a las iniciativas revolucionarias de colectivización de las actividades constructoras y municipalización del suelo y la vivienda, e impulsaron la sustitución del Colegio de Arquitectos por el Sindicato de Arquitectos de Cataluña (SAC). También pasaron a controlar la ETSAB, de la que Torres Clavé fue nombrado comisario delegado. Francesc Fàbregas fue nombrado subsecretario de Obras Públicas de la Generalidad, y Sixte Illescas director técnico del Comisariado de la Vivienda.
En marzo de 1939 se disolvió definitivamente el grupo, después del fallecimiento de Torres Clavé en la contienda y la marcha al exilio de Sert (Estados Unidos), Fàbregas (Cuba), Ribas Seva (Colombia), Rodríguez Arias (Chile) y Bonet Castellana (Argentina). El 5 de septiembre de 1940 el nuevo decano del restaurado Colegio de Arquitectos, José María Ros Vila, inhabilitó para el ejercicio de su profesión a varios de los arquitectos del grupo, a los que calificó como «oficiales rojos»; otros —como Mestres Fossas, Claret y González Esplugas— fueron amonestados, mientras que Subirana e Illescas fueron inhabilitados para cargos públicos. Los únicos que no recibieron ninguna sanción fueron Armengou, Churruca, Alzamora y Subiño.

## Características generales

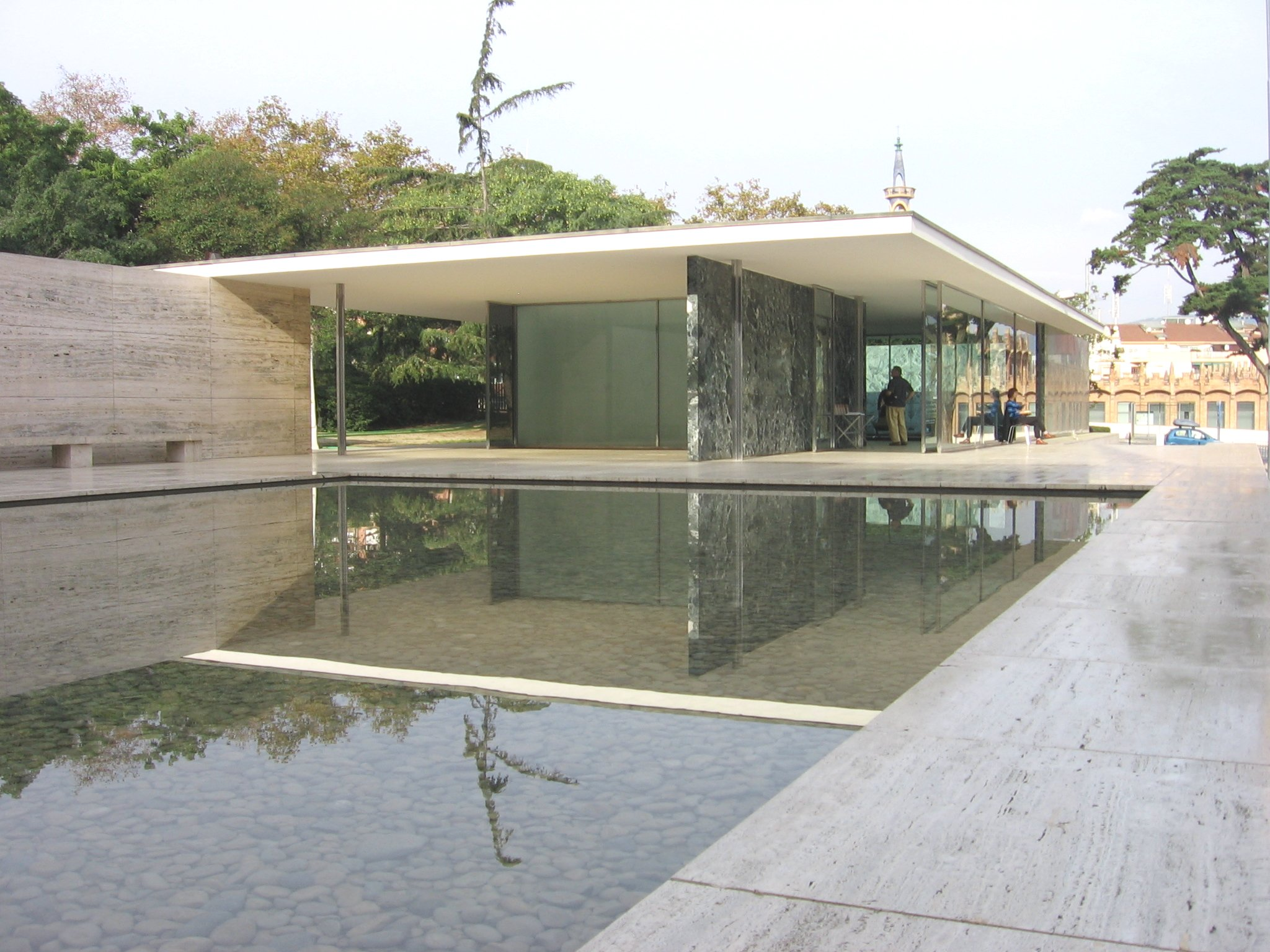
Pabellón de Alemania para la Exposición Internacional de Barcelona (1929), de Ludwig Mies van der Rohe

El racionalismo (1920-1950) —también llamado Estilo internacional— fue la principal tendencia arquitectónica de la primera mitad del siglo XX. Con un precedente en la Escuela de la Bauhaus, se desarrolló por toda Europa, Estados Unidos y numerosos países del resto del mundo. Esta corriente buscaba una arquitectura fundamentada en la razón, de líneas sencillas y funcionales, basadas en formas geométricas simples y materiales de orden industrial (ladrillo, acero, hormigón, vidrio), renunciando a la ornamentación excesiva y otorgando gran importancia al diseño, que es igualmente sencillo y funcional. Entre sus figuras sobresalen: Walter Gropius, Ludwig Mies van der Rohe, Le Corbusier, Frank Lloyd Wright, Eliel Saarinen, Oscar Niemeyer y Alvar Aalto.
Una influencia directa del Estilo internacional en Cataluña se dio en 1929 con el Pabellón de Alemania construido para la Exposición Internacional de Barcelona, obra de Ludwig Mies van der Rohe. Se trata de uno de los mejores ejemplos de la arquitectura racionalista por su pureza formal, su concepción espacial y su inteligente empleo de estructuras y materiales, que convirtieron a este pabellón en el paradigma de la arquitectura del siglo XX. De planta rectangular, se elevaba sobre un podio recubierto de travertino; la cubierta se sostenía sobre columnas cruciformes y muros de carga, con paredes de distintos materiales (ladrillo recubierto de yeso, acero recubierto de mármol verde y de ónice de Marruecos). La decoración se reducía a dos estanques y una escultura, La Mañana, de Georg Kolbe. Demolido después de la Exposición, fue reconstruido entre 1985 y 1987 en su emplazamiento original por Cristian Cirici, Ignasi de Solà-Morales y Fernando Ramos, siguiendo los planos dejados por Mies van der Rohe.
El GATCPAC surgió con voluntad renovadora y liberadora del clasicismo novecentista, así como la de introducir en España las nuevas corrientes internacionales derivadas del racionalismo. Defendía la realización de cálculos científicos en la construcción, así como la utilización de nuevos materiales, como las placas de fibrocemento o la uralita, además de materiales más ligeros como el vidrio.
El racionalismo catalán tuvo unas especiales cualidades, como serían el alejamiento del formalismo, una cierta tendencia expresionista y una clara vinculación política con la Segunda República, como se denota en la creación en 1936 del SAC (Sindicato de Arquitectos de Cataluña), dirigido por Torres Clavé y Fàbregas, que defendía la intervención en el control de la construcción, la colectivización de la vivienda y la orientación de la enseñanza. Torres Clavé fue director de la revista A. C. Documentos de Actividad Contemporánea (1931-1937), basada en revistas vanguardistas como Das Neue Frankfurt, dirigida por Ernst May, o L'Esprit Nouveau, de Le Corbusier y Amédée Ozenfant. Editada en Barcelona entre 1931 y 1937, se publicaron veinticinco números, en los que se dieron a conocer las nuevas ideas renovadoras de la arquitectura, con un grafismo vanguardista e innovador.
Además de las realizaciones prácticas y los proyectos que no fueron llevados a la práctica, así como de las disquisiciones teóricas que desarrollaron especialmente en la revista A. C., el grupo organizó numerosas exposiciones y diseñó maquetas y prototipos de sus proyectos. Así, por ejemplo, en 1932 presentaron en una exposición en la plaza Ramón Berenguer el Grande de Barcelona un prototipo de casa desmontable y, en 1934 en San Andrés, un prototipo de biblioteca pública desmontable.
El grupo tuvo buenas relaciones con el estamento político, gracias al cual encontró el patronazgo para varios de sus proyectos. Una primera etapa de estrecha colaboración fue entre 1931 y 1933, en la que encontraron una buena disposición hacia sus propuestas por parte del gobierno de Francesc Macià. Fue entonces cuando se esbozaron proyectos como la urbanización de la Diagonal, el Plan Macià de la Barcelona Futura, la Ciudad de Reposo y Vacaciones, la remodelación del casco antiguo de Barcelona, la reforma de los centros escolares y las infraestructuras sanitarias y los planes para viviendas obreras. Esta colaboración sufrió un retroceso durante el gobierno de la CEDA en el llamado Bienio Negro (1933-1936), en que los miembros del GATCPAC se dedicaron especialmente a la introspección teórica, con un especial énfasis en la arquitectura popular mediterránea y el interiorismo. Tras el golpe de Estado del 17-18 de junio de 1936, el grupo volvió de nuevo a la acción, esta vez con un tono más comprometido con los valores revolucionarios. Así, el 8 de agosto de 1936 fundaron el Sindicato de Arquitectos de Cataluña, en sustitución del Colegio de Arquitectos. La labor arquitectónica y constructiva quedó colectivizada y se repartieron los trabajos entre los miembros del sindicato. Se municipalizó la propiedad urbana y se proyectó un plan de obras para la defensa, especialmente en cuanto a la construcción de refugios antiaéreos. Se intervino también la ETSAB, de la que sería nombrado director Torres Clavé, con un proyecto centrado en la renovación del plan de estudios.

## Principales arquitectos y realizaciones

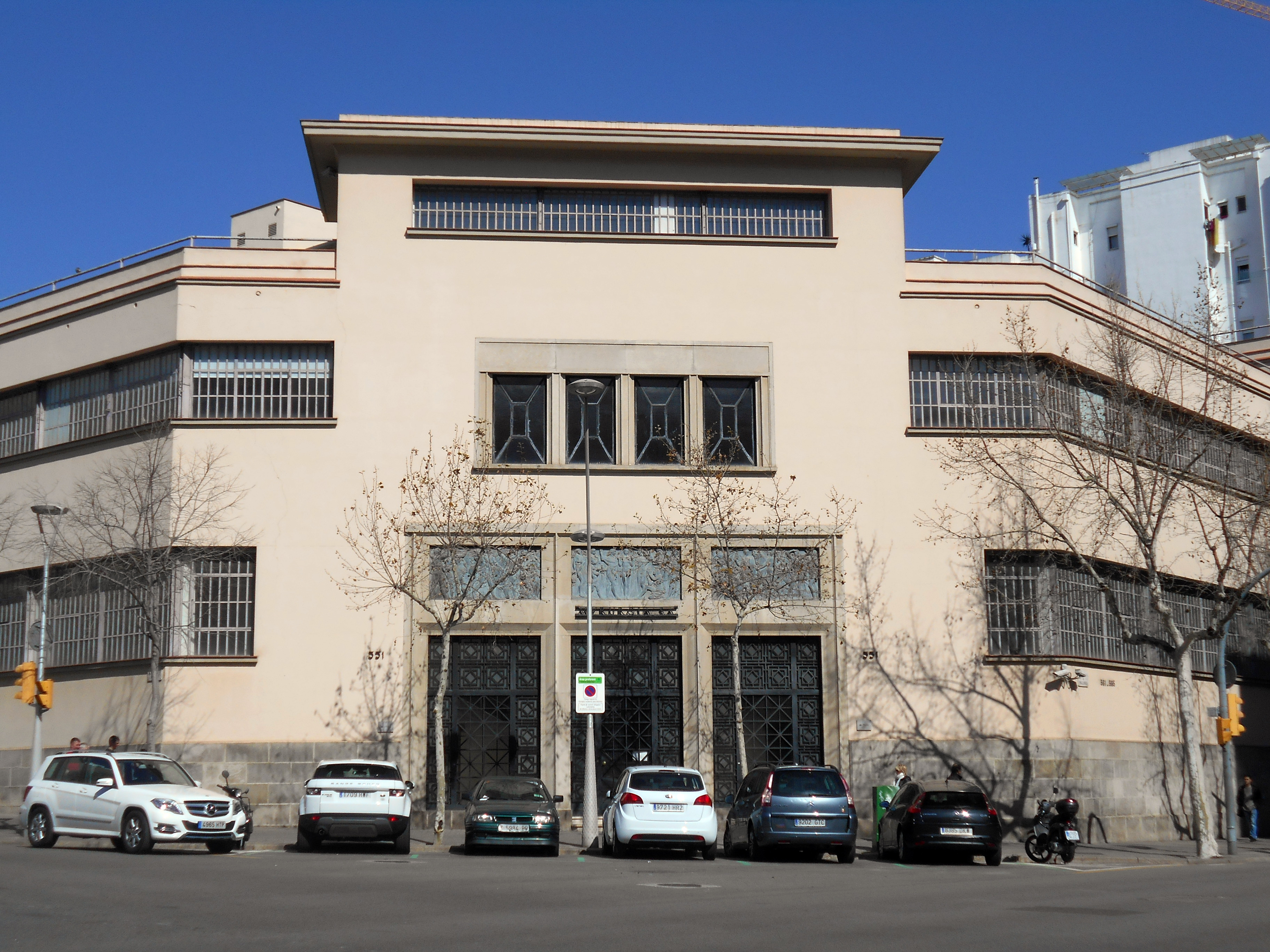
Fábrica Myrurgia (1928-1930), de Antoni Puig i Gairalt

Existen varias obras de finales de los años 1920 consideradas como antecedentes inmediatos del racionalismo catalán, especialmente el pabellón de Ràdio Barcelona de Nicolás María Rubió Tudurí (1922-1929, carretera de Vallvidrera al Tibidabo, Barcelona) y la fábrica Myrurgia de Antoni Puig i Gairalt (1928, calle de Mallorca 351, Barcelona). El primero es un pequeño pabellón de forma prismática con un gran muro de contención para los servicios, con una fachada y una marquesina acristaladas. La fábrica Myrurgia está considerada un antecedente del racionalismo por su estructura simétrica, sus fachadas lisas y su molduración horizontal. Otras obras cercanas al racionalismo anteriores a la constitución del GATCPAC son el Casal de Sant Jordi, de Francesc Folguera (1929-1931, calle de Pau Claris 81, Barcelona), y la casa Masana, de Ramon Reventós (1928, calle de Lérida 7-11, Barcelona).

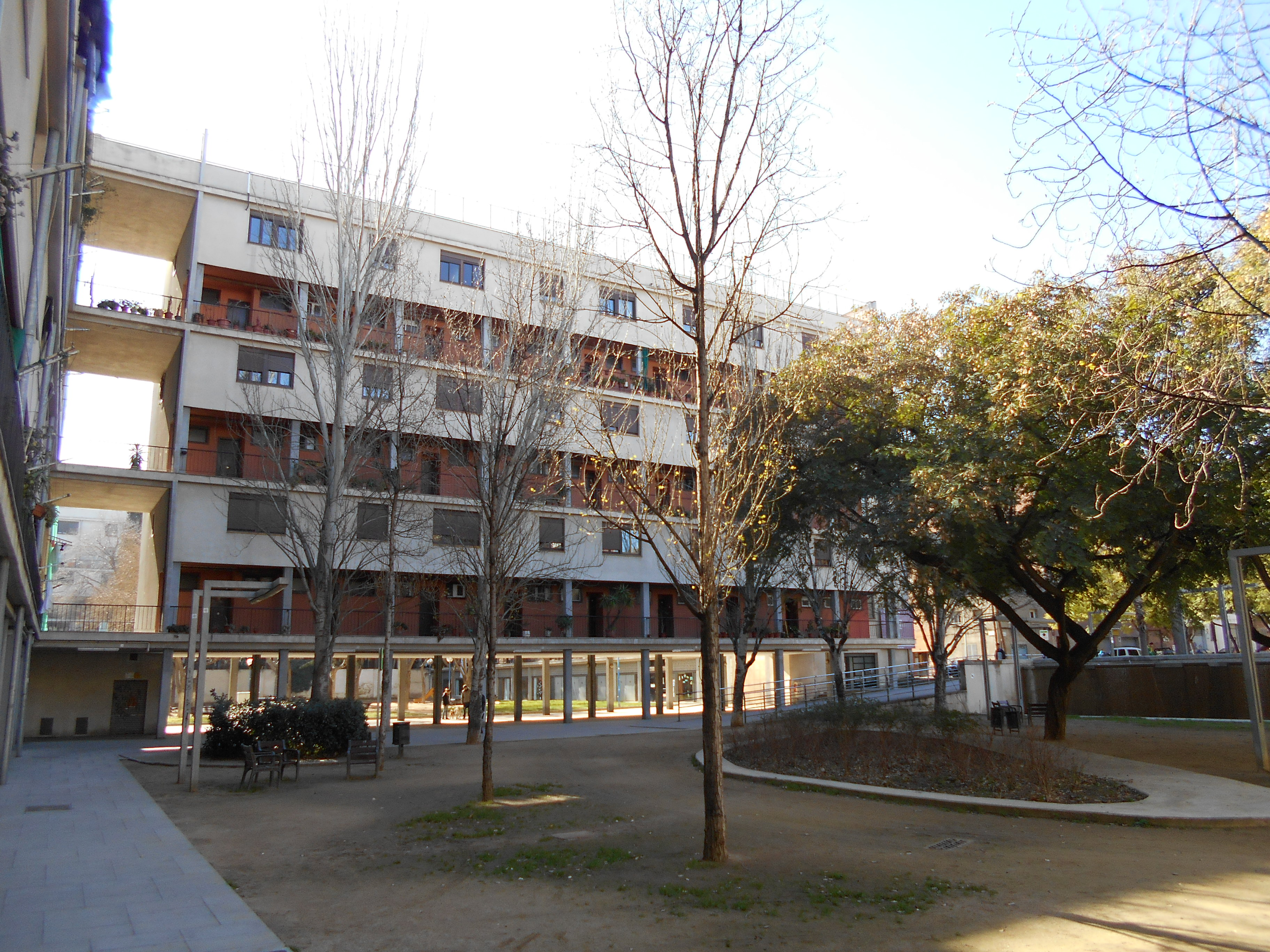
Casa Bloc (1932-1936), de Josep Lluís Sert, Josep Torres Clavé y Joan Baptista Subirana

El principal exponente del GATCPAC fue Josep Lluís Sert, un arquitecto de fama internacional que tras la Guerra Civil se estableció en Estados Unidos. Titulado en 1929, fue discípulo de Le Corbusier, con quien trabajó en París y al que invitó a visitar Barcelona en 1928, 1931 y 1932. Sus dos principales obras en Barcelona en estos años fueron la casa Bloc (1932-1936, avenida Torras y Bages 91-105) y el Dispensario Central Antituberculoso (1934-1938, pasaje de San Bernardo 10), ambas en colaboración con Torres Clavé y Subirana. La primera se basa en el proyecto de viviendas à redent de Le Corbusier (1922) y es un conjunto de viviendas en forma de S, de bloques largos y estrechos con estructura metálica de dos crujías, con accesos a las viviendas a través de corredores cubiertos; el Dispensario presenta dos cuerpos paralelos dispuestos en forma de L, con un jardín central que sirve de acceso. En 1933 hizo una escuela en Palau-solità (Paseo de la Carrerada esquina rambla del Mestre Pere Pou, actual CEIP Josep Maria Folch i Torres), con una estructura funcional que daba prioridad a la iluminación y la ventilación, y un sistema de módulos autónomos de aula y terraza descubierta. Al año siguiente diseñó con Torres Clavé y Subirana una Biblioteca Infantil Desmontable, cuyo prototipo se expuso en la plaza de las Palmeras de Barcelona. En 1935 diseñó con Torres Clavé tres tipos de casitas de fin de semana para Garraf, construidas entre 1934 y 1935, en las que combinaban la arquitectura moderna (formas cúbicas, espacios libres) y la tradicional (bóvedas catalanas, muros de piedra, mobiliario popular); en Garraf se construyeron los modelos A, B y C, mientras que para una urbanización en Punta Prima (Ibiza) diseñaron las D y E, finalmente no realizadas. Ese año construyó también el Pabellón Escolar Dispensario Can Xifré en Arenys de Mar y la Escuela Graduada El Convent en Martorell. En 1936 construyó con Torres Clavé un local para la Unió de Cooperadors de Gavá. Otras obras suyas de esta época son: la casa Galobart (1930, Travessera de Dalt 102, Barcelona, desaparecida), la casa Duclós en Sevilla (1930, c/ Ceán Bermúdez 5), el edificio de viviendas de la calle Rosellón 36 de Barcelona (1930) y el edificio de la calle Muntaner 342-348 de Barcelona (1930-1931). Fue autor también de la Joyería Roca (1934, paseo de Gracia 18, actualmente Joyería Tous), con Antoni Bonet. También diseñó varios proyectos no realizados, como un pueblo de veraneo junto a Torres Clavé para la exposición Arquitectura Nueva en las Galerías Dalmau (1929), un grupo escolar para la avenida del Bogatell de Barcelona (1932), un casal del pueblo para ERC, con Torres Clavé y Subirana (1932), un Hospital Comarcal tipo para 100 camas, con Torres y Subirana (1934) y un proyecto de Hospital Antituberculoso en el Valle de Hebrón, con Torres Clavé y Subirana (1936). En 1937 fue autor con Luis Lacasa y Antoni Bonet del Pabellón de la República Española para la Exposición Internacional de París de 1937, donde se exhibió por primera vez el Guernica de Picasso. Este pabellón fue reconstruido en Barcelona en 1992 por Miquel Espinet, Antoni Ubach y Juan Miguel Hernández León.
Josep Torres Clavé, titulado en 1929, fue un arquitecto de espíritu reformista, cuya actividad se centró en su empeño de transformar la sociedad mediante la arquitectura y el urbanismo. Entre 1931 y 1937 dirigió la revista A. C. Entre 1933 y 1935 trabajó en el proyecto del Plan Macià. En 1936 fundó el Sindicato de Arquitectos de Cataluña y, entre 1938 y 1939, fue director de la ETSAB. En 1929 elaboró junto a Sert un proyecto de pueblo de veraneo para la exposición Arquitectura Nueva en las Galerías Dalmau. Junto a Sert y Subirana fue el autor de la casa Bloc (1932-1936) y el Dispensario Central Antituberculoso (1934-1938). En 1934 diseñó con Sert y Subirana una Biblioteca Infantil Desmontable, cuyo prototipo se expuso en la plaza de las Palmeras de Barcelona. En 1935 diseñó con Sert tres tipos de casitas de fin de semana para Garraf, construidas entre 1934 y 1935. En 1936 construyó con Sert un local para la Unió de Cooperadors de Gavà. También diseñó varios proyectos no realizados: un proyecto de Facultad de Medicina y Dispensario Universitario de Barcelona (1934); un proyecto de instituto de segunda enseñanza para Lérida, con Rodríguez Arias y Perales (1936); un proyecto de Hospital Antituberculoso en el Valle de Hebrón, con Sert y Subirana (1936); y un proyecto de Escuela Municipal Grupo Marcelino Domingo para Reus (1936). Murió en el frente en 1939.

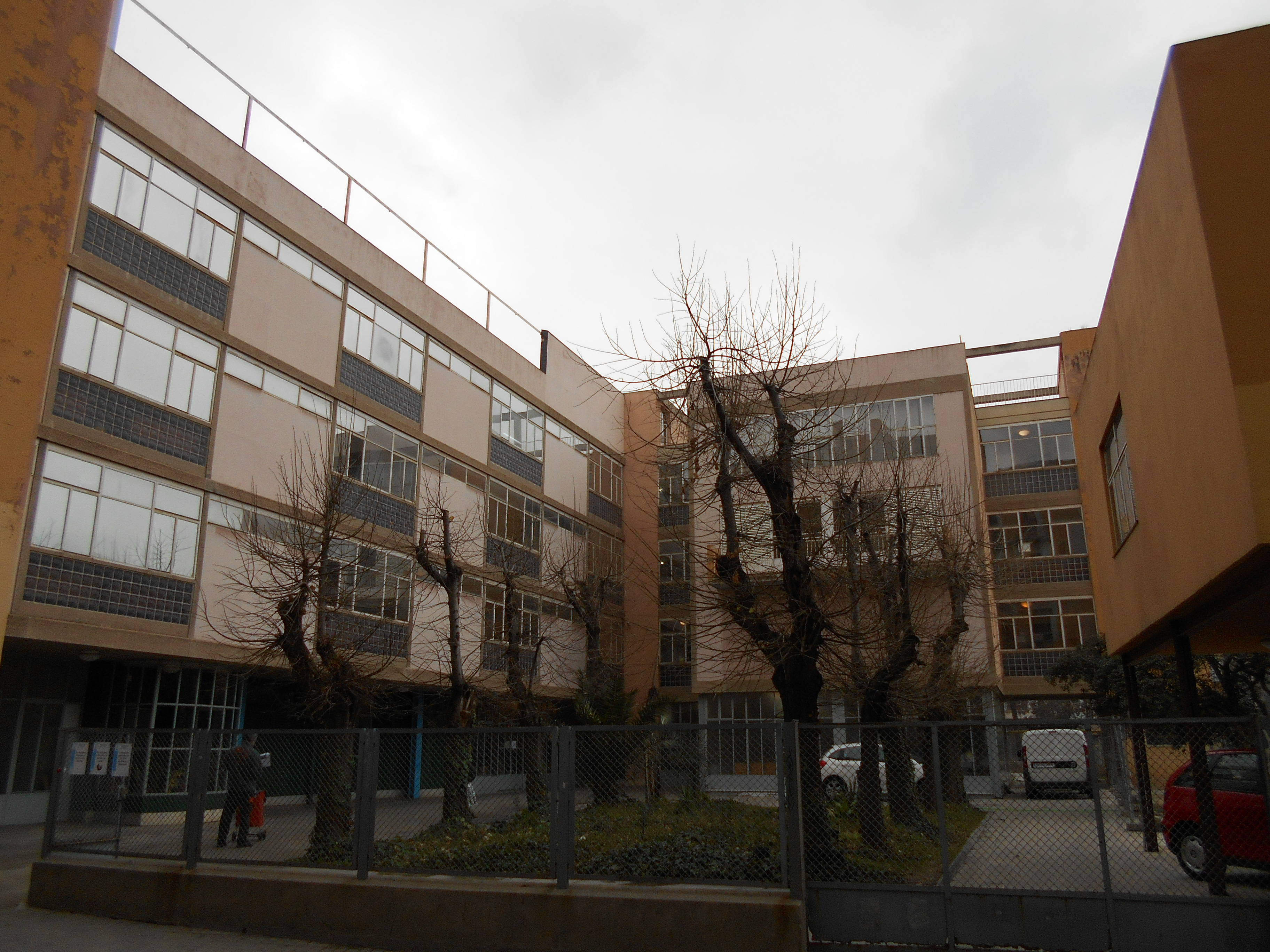
Dispensario Central Antituberculoso (1934-1938), de Josep Lluís Sert, Josep Torres Clavé y Joan Baptista Subirana

Joan Baptista Subirana se tituló en 1930. Al inicio de su carrera ganó un concurso para construir una serie de casas baratas organizado por el Ayuntamiento de Valencia. También construyó otro conjunto de casas baratas en Cartagena, y una serie de grupos escolares en Madrid y Valladolid. Organizó el pabellón español de la Exposición Internacional de Vivienda Urbana y Construcción de Berlín de 1931. En los años 1930 trabajó en estrecha colaboración con Josep Lluís Sert y Josep Torres Clavé, con quienes elaboró dos obras que quedaron como los mejores exponentes del racionalismo en la Ciudad Condal: la casa Bloc (1932-1936) y el Dispensario Central Antituberculoso (1934-1938). En 1932 hizo con Fernando García Mercadal un proyecto de Ciudad de Reposo para las playas del Jarama (Madrid), no realizado. En 1934 diseñó con Torres Clavé y Sert una Biblioteca Infantil Desmontable, cuyo prototipo se expuso en la plaza de las Palmeras de Barcelona. Ese año recibió el encargo de reformar y ampliar los hospitales de Badalona, Vich, Igualada, Manresa, Viella y Palafrugell, que quedaron en proyecto por el estallido de la guerra. En 1936 hizo un proyecto de Hospital Antituberculoso en el Valle de Hebrón, con Sert y Torres Clavé.
Sixte Illescas se tituló en 1928. La mayoría de sus obras están en Barcelona, entre las que destacan: la casa Vilaró (1929-1930, avenida Coll del Portell 43), una obra de «estilo barco» —característico de los primeros tiempos del racionalismo—, estructurada en diferentes niveles debido a la pendiente del terreno, con un diseño que señala la tipología más frecuente de las realizaciones del GATCPAC; y la casa Illescas (1934-1935, calle de Padua 96), un edificio de viviendas del que era propietario, de claro diseño funcionalista. Realizó también la casa Masana (1935-1940, paseo de San Gervasio 1-3); y varios edificios de viviendas en Barcelona ejecutados todos ellos en 1935: c/ Lincoln 42, c/ Padilla 244, c/ Enrique Granados 133 y c/ Pi y Margall 17. También hizo varios proyectos no elaborados: uno de estación para un aeropuerto en la exposición de las Galerías Dalmau (1929), otro de feria agrícola en colaboración con Josep Lluís Sert y Cristòfor Alzamora (1932-1933) y otro para el concurso de ideas para la urbanización de la parte baja de la montaña de Montjuic (1935). Arquitecto oficial de CINAES (Cinematográfica Nacional Española S.S.), entre 1932 y 1933 proyectó tres cines: el Spring, el Valkyria y el Triunfo, que finalmente no se construyeron.

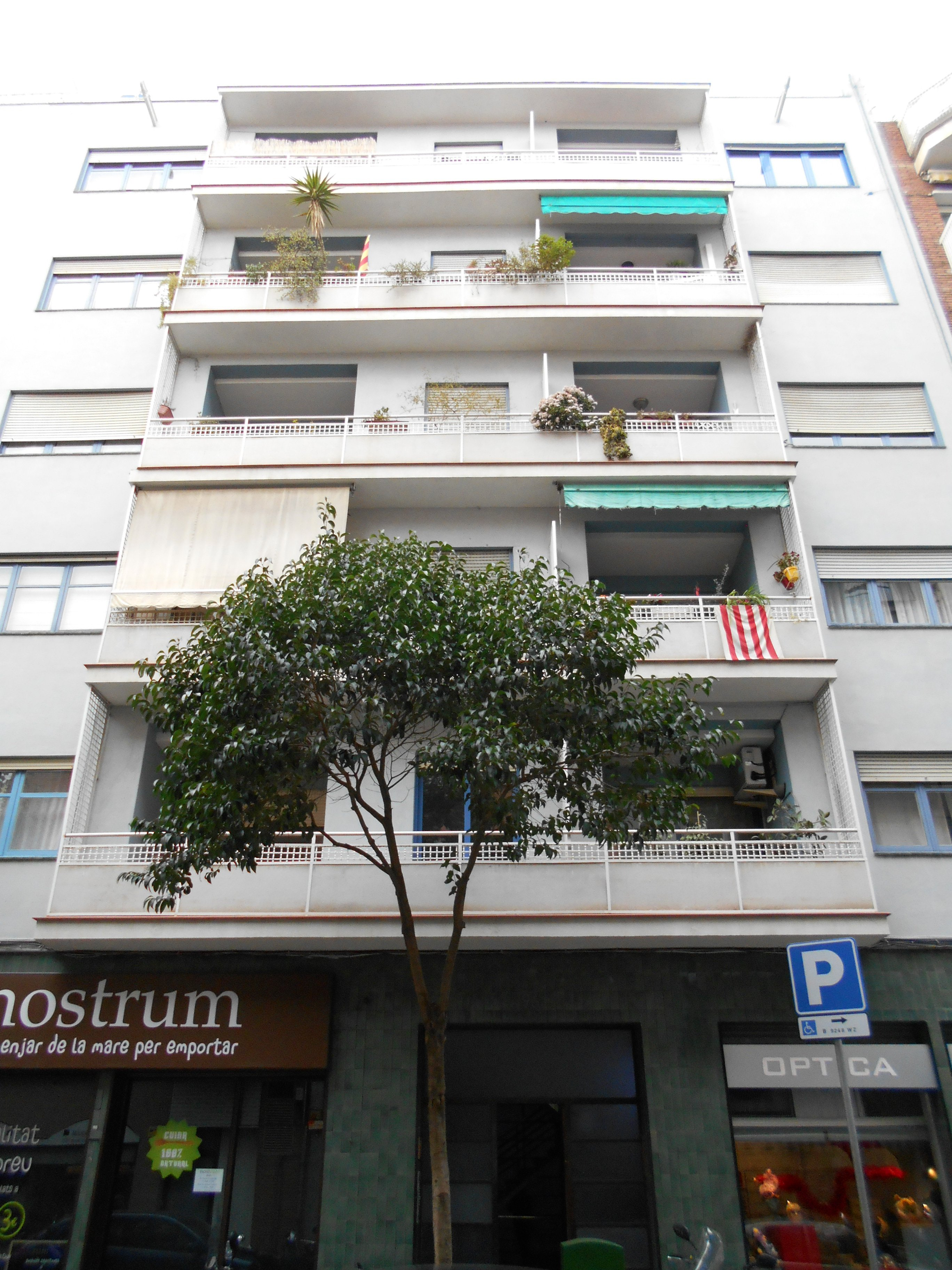
Casa Illescas (1934-1935), de Sixte Illescas, calle de Padua 96, Barcelona

Ricardo de Churruca se tituló en 1926. En 1929 elaboró con Fàbregas y Rodríguez Arias un proyecto de plaza de toros para la exposición Arquitectura Nueva en las Galerías Dalmau. En 1930 construyó el Gran Hotel Atlántico en Cádiz. Su principal realización es el Bloque Diagonal de Barcelona, un edificio de viviendas situado en la manzana entre la avenida Diagonal y las calles Enrique Granados y París, realizado entre 1935 y 1940 en colaboración con Germán Rodríguez Arias; es un edificio de un racionalismo heterodoxo, con ciertas reminiscencias de la arquitectura expresionista. Otras obras suyas son, igualmente en la Ciudad Condal, la delegación del Patronato Nacional de Turismo, en la Gran Vía de las Cortes Catalanas entre las calles de Pau Claris y Roger de Lauria, con Rodríguez Arias (1935); la Casa Barangé (1931), en la plaza de Mons; y la casa Conill, situada en la calle Iradier 3 (1935). También construyó una casa unifamiliar en Gavà (1932), así como el edificio de los Almacenes SEPU (1934, La Rambla 120).
Germán Rodríguez Arias se tituló en 1926. En 1929 elaboró con Fàbregas y Churruca un proyecto de plaza de toros para la exposición Arquitectura Nueva en las Galerías Dalmau. Fue autor de la casa Rodríguez Arias (1930-1931, Vía Augusta 61), construido para su familia y reformado en 1958 y 1963; destaca por sus asimetrías compositivas y por su cromatismo, de tono rosa en la fachada delantera y verde en la posterior. Entre 1933 y 1934 construyó el edificio Astoria (calle de París 193-199), que denota la influencia de Walter Gropius, en un conjunto de cuarenta viviendas, bar y cine. Fue autor con Churruca del bloque Diagonal (1935-1940). También hizo un proyecto de club náutico para el puerto de Barcelona (1932). En 1935 realizó el Cine Doré (Gran Vía 565-567) y, al año siguiente, un proyecto de instituto de segunda enseñanza para Lérida, con Perales y Torres Clavé (1936). En Manresa fue autor del Sanatorio de San Juan de Dios (1931, calle Dr. Joan Soler s/n), destinado a niños raquíticos y pretuberculosos, con una planta de traza lineal rota por un ángulo obtuso, lo que proporciona la máxima insolación para el cuidado de los enfermos. Tras la guerra se instaló en Chile.

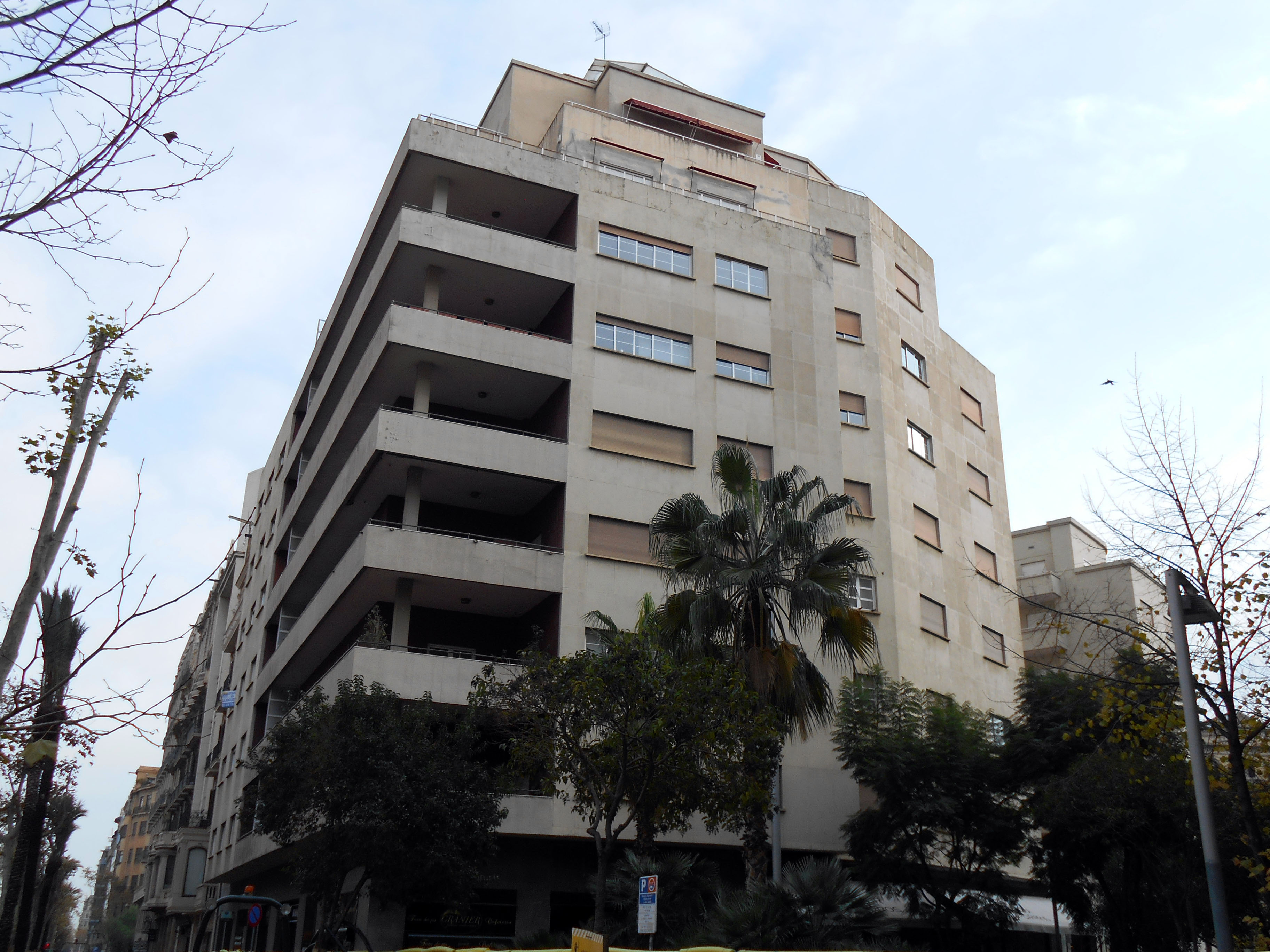
Bloque Diagonal (1935-1940), de Ricardo de Churruca y Germán Rodríguez Arias

Pere Armengou se tituló en 1932. En 1929, siendo estudiante, elaboró con Francesc Perales un proyecto de club deportivo para la exposición Arquitectura Nueva en las Galerías Dalmau. Fue arquitecto municipal de Manresa de 1932 a 1934, donde firmó el Plan de Ensanche de Manresa (1933) y proyectó un cuartel para la Guardia Civil, la piscina municipal de Manresa, el cubrimiento del torrente de San Ignacio y una escuela en el Bosquet de Sant Fruitós. Fue autor en esta ciudad en 1934 del Grupo Escolar Renaixença (plaza de la Independencia 1), un edificio de forma prismática de cuatro plantas, la última de ellas en retroceso, con un cuerpo principal compuesto de tres crujías, que albergan las aulas, un corredor y salas complementarias.
Francesc Fàbregas, titulado en 1925, fue director del proyecto de la Ciudad de Reposo y Vacaciones. En 1937 fue nombrado arquitecto asesor del departamento de construcción del Consejo de Economía de Cataluña. En 1929 elaboró con Churruca y Rodríguez Arias un proyecto de plaza de toros para la exposición Arquitectura Nueva en las Galerías Dalmau. Fue autor de un proyecto no realizado de construcción estándar para campos de aterrizaje de la Generalidad (1933). En 1934 elaboró con Duran Reynals un proyecto de parvulario y escuela graduada para Pineda de Mar, así como una vivienda particular en Aiguafreda y el edificio de Viñas Goig-desperdicios de algodón S. A., en San Adrián de Besós. En 1935 construyó en Barcelona un edificio de viviendas en la Ronda de San Pablo, un edificio residencial en la calle Grassot, la casa Soler i Aguilar en la calle Fransa y el edificio residencial y cine de Fèlix Llobet, en la calle de París 193-199. En 1937 fue coautor, con Joan Grijalbo, del estudio Municipalización de la propiedad urbana (1937). Después de la guerra se exilió a Cuba.

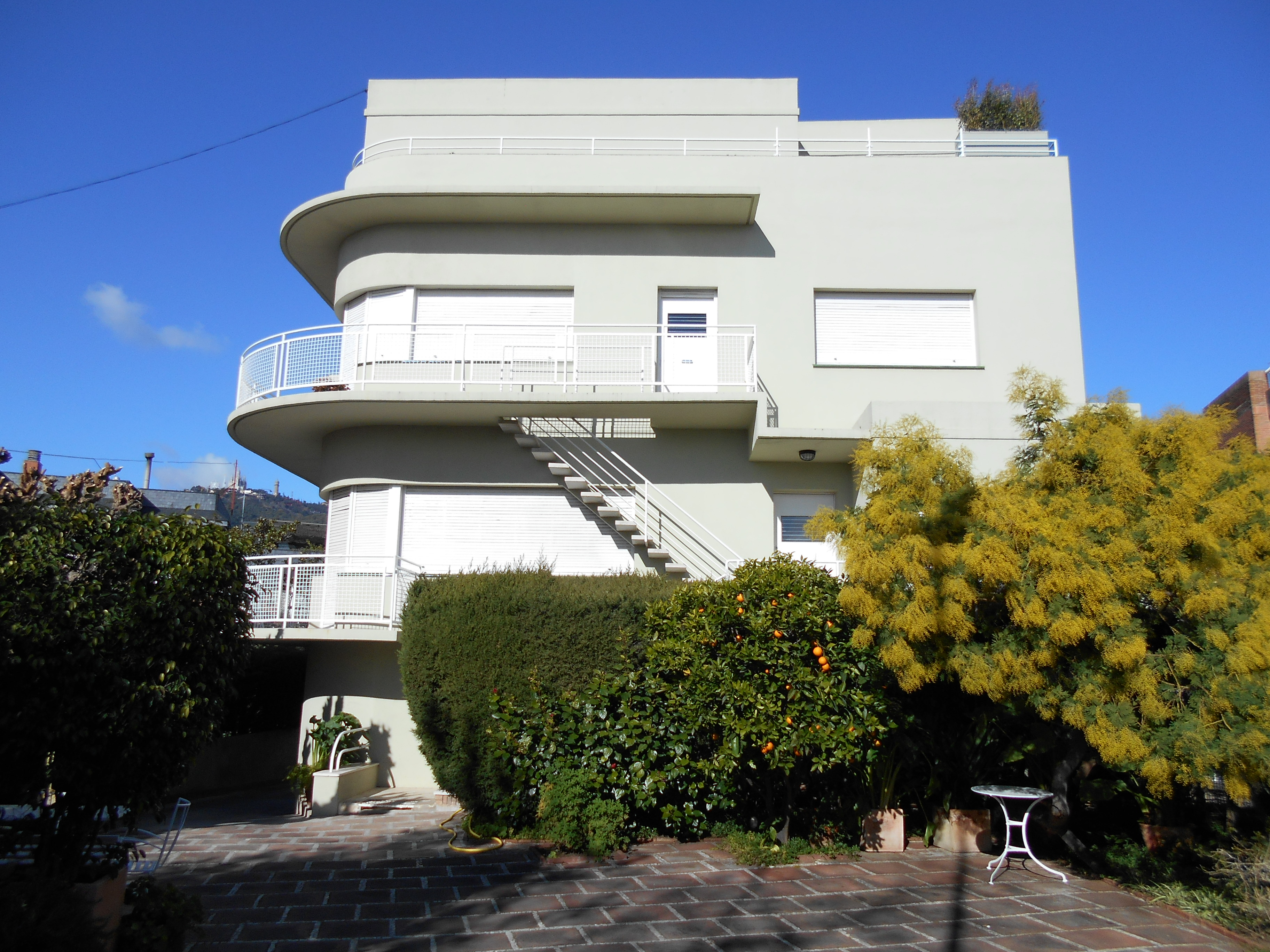
Casa Barangé (1931), de Ricardo de Churruca

Cristòfor Alzamora se tituló en 1930. En 1929 elaboró con Enrique Pecourt un proyecto de clínica para la exposición Arquitectura Nueva en las Galerías Dalmau. En 1932 elaboró con Churruca un anteproyecto para un centro deportivo y cultural del Casal Icaria de Barcelona, así como un proyecto de pabellón de Productos Agrícolas de Levante, con Sert e Illescas. Al año siguiente hizo un proyecto de Escuela granja con internado para Borjas Blancas. En 1934 elaboró un proyecto de pabellón desmontable para el Ministerio de Comunicación en el Aeropuerto de Barcelona y, en 1936, proyectó una adaptación para escuela-parvulario del Colegio Corazón de María, en Barcelona (calle de Gerona 66).
Manuel Subiño, titulado en 1929, elaboró en 1933 con González Esplugas un anteproyecto de sala de actos para el Colegio de Abogados de Barcelona y, al año siguiente, un proyecto de Bar Yokohama con Rodríguez Arias. En 1937 elaboró un parvulario anexo al grupo escolar de la calle Salmerón 190-192, en Barcelona.

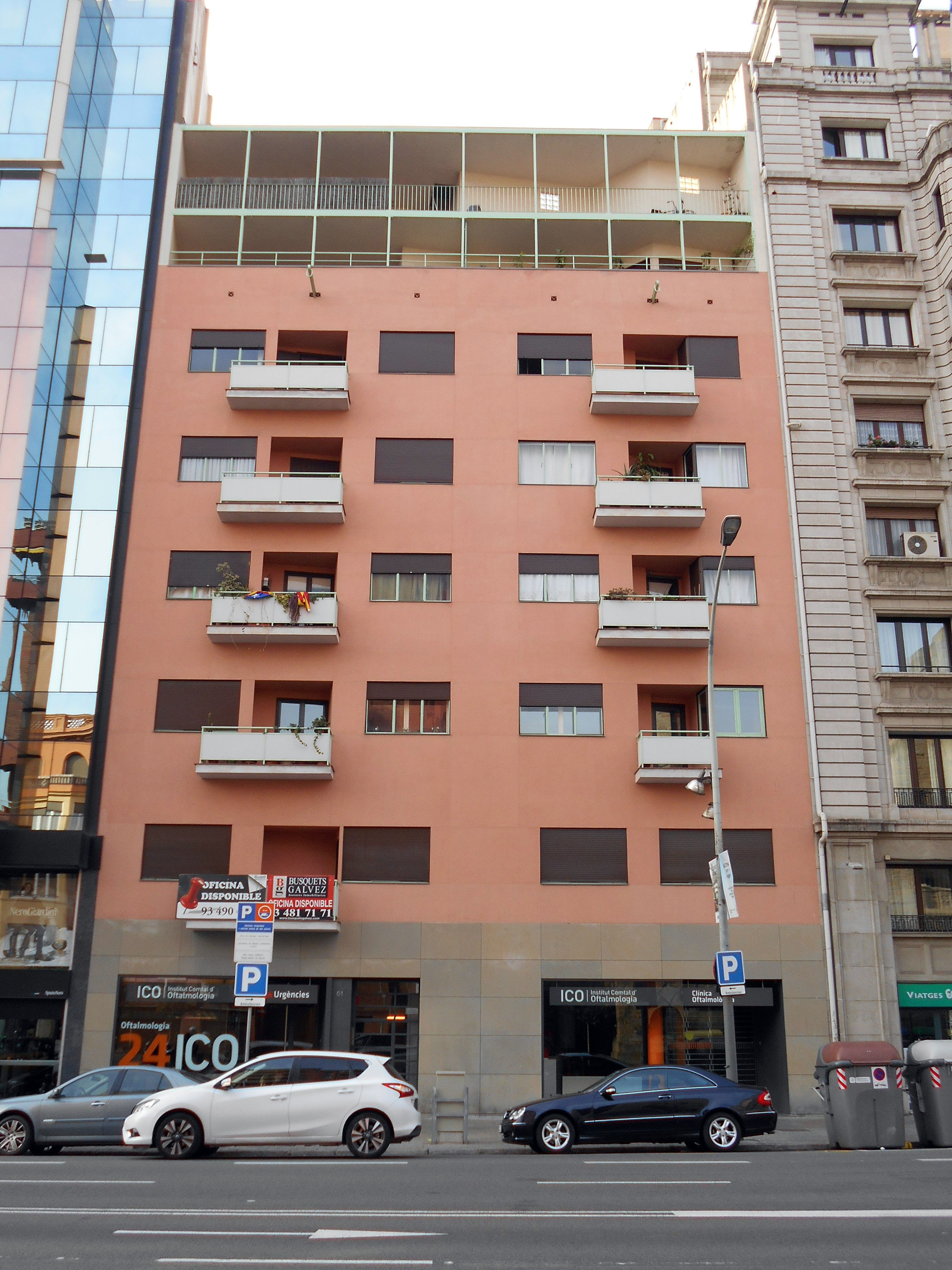
Casa Rodríguez Arias (1931), de Germán Rodríguez Arias, Vía Augusta 61, Barcelona

Ricard Ribas Seva, titulado en 1932, elaboró ese mismo año con Antoni Puig i Gairalt un proyecto no realizado de aeropuerto de Barcelona. También ese año construyó la Villa Eugenia (calle de Santa Catalina de Siena). En 1933 hizo un proyecto de Bar Términus (paseo de Gracia 54) y diseñó con Francesc Perales un prototipo de parada de floristas para Las Ramblas, actualmente desaparecido. En 1934 construyó una vivienda unifamiliar en Barcelona (carretera de Esplugas 82). Entre 1934 y 1936 construyó la casa Ballvé (calle de Balmes 166).
Josep González Esplugas se tituló en 1931. En 1933 elaboró con Subiño un anteproyecto de sala de actos para el Colegio de Abogados de Barcelona. En 1934 realizó con Francesc Perales una reforma del aula de Química General de la Universidad Autónoma de Barcelona. También realizó con Perales los jardines del edificio histórico de la Universidad de Barcelona (1934, plaza de la Universidad), junto al jardinero Artur Rigol. En 1935 elaboró igualmente con Perales un proyecto de instituto de segunda enseñanza en Badalona. En 1936 elaboró un proyecto de escuela graduada en Calaf, así como un proyecto de instituto de segunda enseñanza para Lérida, con Josep Lluís Sert.
Francesc Perales se tituló en 1931. En 1929 elaboró con Pere Armengou un proyecto de club deportivo para la exposición Arquitectura Nueva en las Galerías Dalmau. En 1933 diseñó con Ribas Seva un prototipo de parada de floristas para Las Ramblas, actualmente desaparecido. En 1934 realizó con González Esplugas una reforma del aula de Química General de la Universidad Autónoma de Barcelona y, también con González Esplugas, un instituto de segunda enseñanza para Badalona en 1935, no realizado. En 1936 hizo un proyecto de instituto de segunda enseñanza para Lérida, con Rodríguez Arias y Torres Clavé.
Raimon Duran i Reynals se tituló en 1926. Su estilo tenía una clara raíz clasicista, mientras que su acercamiento a los postulados racionalistas era más estético que formal. Su obra más significativa en esta etapa es la casa Cardenal (1935, calle de Roger de Lauria 126), un edificio en chaflán con tres fachadas resueltas con unas franjas de estricta horizontalidad. Realizó también: la casa Francisca Espona (1932, calle de Muntaner 368); la casa Barangé (1932-1934, calle del Monasterio 22); la casa Jaume Espona (1933-1935, calle de Aribau 243); y un chalet unifamiliar en la plaza de Jaime II (1933). En 1934 elaboró con Fàbregas un proyecto de parvulario y escuela graduada para Pineda de Mar. En 1938 construyó la Casa Montepío de empleados (c/ Fabra y Puig 43).
Ramon Puig i Gairalt se tituló en la ETSAB en 1912. Fue arquitecto municipal de Hospitalet de Llobregat (1912-1937), donde construyó entre 1931 y 1933 la casa Pons, también conocida como Rascacielos de Collblanc (carretera de Collblanc 43), un edificio de viviendas de trece plantas de forma alargada y estrecha, en que las plantas se van retrayendo con la altura. También hizo en Hospitalet la casa Isern (1930, plaza Repartidor),, así como el Mercado de Collblanc (1932). En Gavà hizo en 1932 la Escuela del Mar, actualmente desaparecida. En Barcelona hizo el Cine Céntrico (1933, calle Peu de la Creu, desaparecido) y el edificio de viviendas de la calle Deu i Mata 146 (1935).

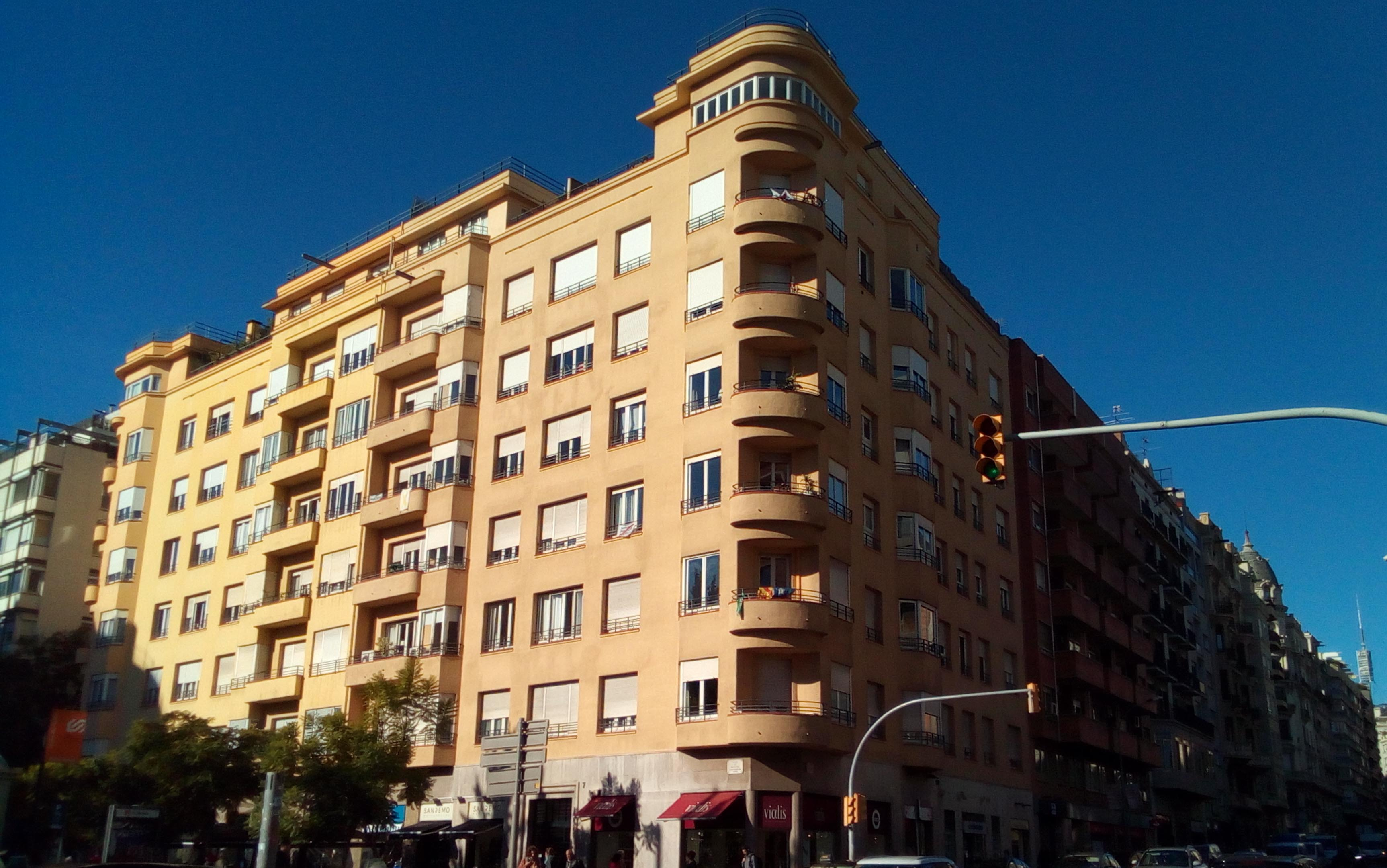
Casa Sans (1933-1936), de Jaume Mestres i Fossas

Jaume Mestres i Fossas se tituló en 1917. En sus inicios estuvo influido por el art déco: piscina cubierta del Club Natación Barcelona, 1929; pabellón de los Artistas Reunidos para la Exposición Internacional de Barcelona, 1929; pabellón de las Industrias Catalanas para la Exposición Iberoamericana de Sevilla, 1929. En 1931 se asoció al GATCPAC, si bien alejado de cualquier dogmatismo y con un interés centrado principalmente en el rigor compositivo. De sus obras en estos años destacan: la Editorial Seix Barral (1930, desaparecida); la Mutua Escolar Blanquerna, actual Instituto Menéndez y Pelayo (1930-1933, Vía Augusta 140); y la casa Sans (1933-1936), en la plaza de Molina 1-7 de Barcelona. Esta última está constituida por dos edificios de siete plantas que forman un bloque unitario, con una fachada marcada por la utilización de tribunas, remates y cuerpos volados en el paño central; su principal innovación fue la utilización de la estructura metálica sin recurrir a los muros de carga. En la avenida de Gaudí construyó dos casas: Ginestà (1931) y Viladot (1930-1933). Realizó también una tienda para FIAT Hispania en la plaza de Cataluña (1931), actualmente desaparecida. En 1934 construyó un chalet en Sitges y, en 1935, el edificio de viviendas La Fertilizadora en Palma de Mallorca.
Josep Maria Monravà, titulado en 1929, fue autor en 1930 de la sastrería y casa Malé en Tarragona (Rambla Vieja 15), un edificio resultante de la reforma de dos casas situadas en chaflán, para lo que reordenó las hileras de ventanas e hizo un nuevo coronamiento para el edificio, con una máxima altura en la esquina que va descendiendo escalonadamente hacia los laterales. También en Tarragona edificó en 1931 el Instituto Politécnico (pasaje Soler i Morey s/n), trazado en forma de U con una crujía intermedia y una serie de cuatro patios. Entre 1940 y 1945 realizó también en Tarragona la casa Bloc (calle Marqués de Guad-El-Jelú 1-10), por encargo de la Obra Sindical del Hogar del régimen franquista, que aún conservaba las trazas del racionalismo, en un conjunto de viviendas en bloque lineal en forma de arco de circunferencia, con edificios de tres plantas y una planta baja común en forma de soportal, en que las salas de estar sobresalen con tribunas que proporcionan un ritmo vertital al conjunto, en contraste con las líneas horizontales marcadas por los balcones.

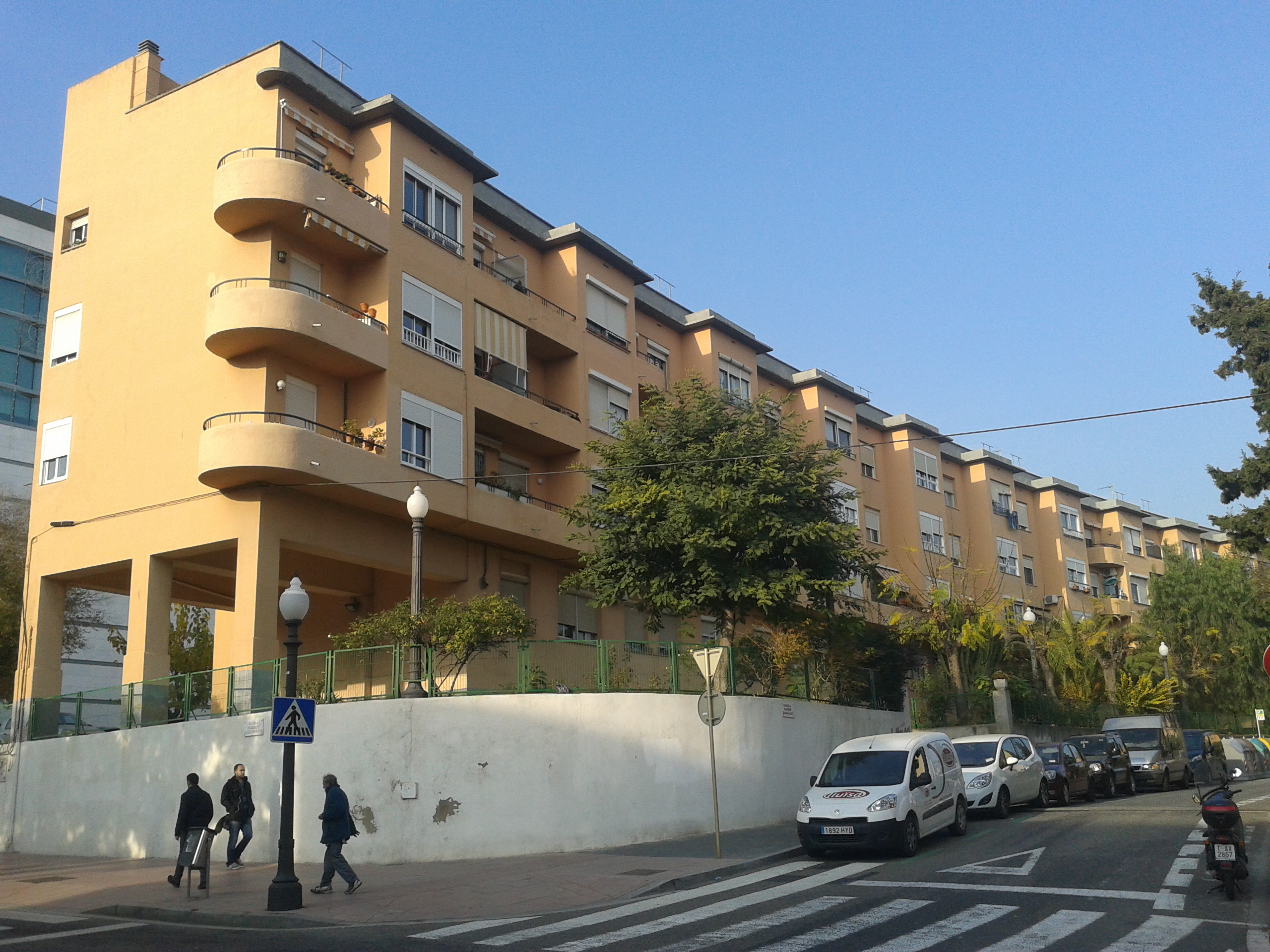
Casa Bloc (1940-1945), de Josep Maria Monravà, Tarragona

Bartomeu Agustí, titulado en 1930, desarrolló su obra en la provincia de Gerona, especialmente en Olot, su localidad natal. En esa ciudad construyó la casa Serra, más conocida como casa dels Nassos (1932), la casa Bartrina (1934), la casa Rodas (1935) y la casa Gratacós (1935). Arquitecto municipal de Olot entre 1937 y 1938, proyectó la plaza del Mercado y la reforma del Matadero Municipal, no llevadas a término por la guerra. También construyó dos centros escolares en Montagut (1934, actualmente CEIP Mont Cós) y Camprodón (1936-1938, actualmente CEIP Dr. Robert), y proyectó otros en San Pedro de las Presas, San Juan de Fuentes, Riudaura y Abella. Tras el conflicto fue inhabilitado para su profesión por las nuevas autoridades.
Josep Maria Claret empezó a trabajar como delineante en el despacho de Josep Lluís Sert. Ya como arquitecto, en 1933 se instaló en su ciudad natal, Gerona, donde desarrolló su obra. Entre sus realizaciones destacan: la fábrica Embotits Soler, la casa Suñé (1933), la casa y carnicería Turón (1934), la casa Pla (1934), la casa Martí Panella (1935) y la casa Comesa (1936). Durante la guerra diseñó varios refugios antiaéreos y trabajó para el Servicio de Municipalización de la Vivienda de Gerona, para el que proyectó varios grupos de casas: casas Escatllar (1937-1940, calle Canonge Dorca 22-32), grupo de diez casas (1937, calle Emili Grahit, desaparecidas), dos casas (1937, calle Mestre Roger 20-24, derribadas) y grupo de cuatro casas (1937-1938, Travessia de la Creu s/n, derribadas).

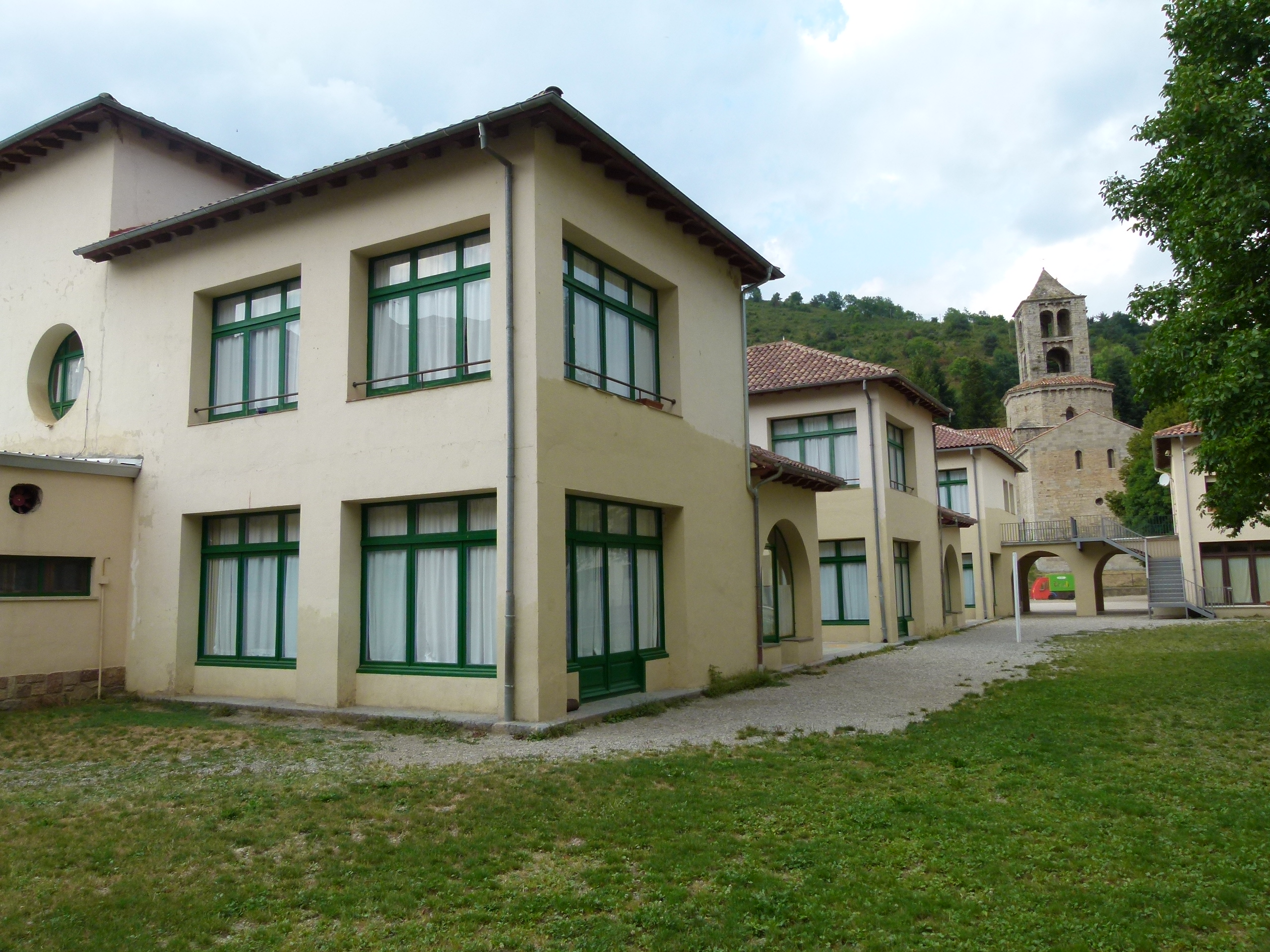
Colegio Dr. Robert (1936-1938), de Bartomeu Agustí, Camprodón

Josep Soteras, titulado en 1930, fue autor del edificio de la calle de Balmes 371 esquina ronda General Mitre (1935-1941) y el edificio de la Ronda de San Pedro 22 esquina calle Trafalgar (1936). En 1932 diseñó con Joan Baca una parada de flores para Las Ramblas de Barcelona (actualmente desaparecida).
Antoni Fisas, titulado en 1923, se inició en el novecentismo, antes de incursionar en el racionalismo. Construyó un edificio de viviendas en la calle Rector Ubach 19 de Barcelona (1931). En 1933 edificó el Sanatorio Antituberculoso de Puig d'Olena en Sant Quirze Safaja. En 1935 realizó con Gabriel Amat el Hospital de la Esperanza en Barcelona (calle de San José de la Montaña 12). Al año siguiente adaptó un convento en escuela del CENU (c/ Larrard 13). En 1939 construyó un chalet en la carretera de Esplugas 73 de Barcelona. Posteriormente volvió a un estilo clasicista heredero del novecentismo inicial.
Antoni de Ferrater, titulado en 1918, fue secretario del GATCPAC en el quinto decanato (1935-1936). Fue autor del edificio de viviendas del paseo de Maragall 155 (1936). También construyó una casa en la calle del Arte 2 de Barcelona (1935).
Xavier Turull, titulado en 1920, fue nombrado en 1932 arquitecto de la Junta Provincial de Beneficencia de Barcelona. Fue autor de un chalet con hangar en Puiggraciós (1934).
Antoni Bonet i Castellana, un arquitecto que posteriormente sería de fama internacional, era estudiante durante la mayor parte de este período, ya que se tituló en 1935. Colaboró con Sert en la Joyería Roca y el pabellón de la República.
Del resto de realizaciones de otros arquitectos cabría citar: un edificio de viviendas en la calle Navas de Tolosa 240 de Barcelona, de Joan Baca (1931); un edificio de viviendas en la calle Navas de Tolosa 238 de Barcelona, de Juan José Olazábal (1931); el Casino Platja d'Or en Sitges, de Ramon Argilés (1932); el Salón de baile y boxeo Gran Price, de Marino Canosa (1934, calle Floridablanca esquina calle Casanova, desaparecido); la casa Casabó en Sitges, de Francesc Mitjans (1934-1935, Paseo Marítimo 64-65); un edificio de viviendas en la calle de Viladomat 265, de Nil Tusquets (1935); y la tienda Cottet, de Jordi Audet (1935, avenida del Portal del Ángel 40).

## Urbanismo

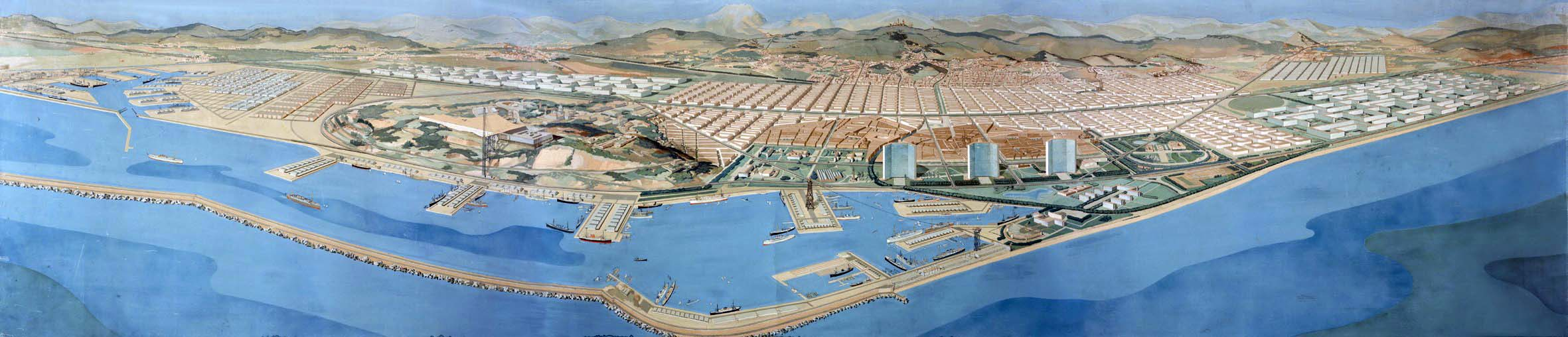
Diorama del Plan Macià, de Josep Torres Clavé (1932)

En el ámbito urbanístico cabe mencionar el Plan Macià (1932-1935), elaborado por los miembros del GATCPAC junto a Le Corbusier y Pierre Jeanneret. El proyecto preveía una distribución funcional de la ciudad con un nuevo orden geométrico, a través de grandes ejes vertebradores como la Gran Vía, la Meridiana y el Paralelo, y con una nueva fachada marítima definida por rascacielos cartesianos, además de la mejora de equipamientos y servicios, el fomento de la vivienda pública y la creación de un gran parque y centro de ocio junto al delta del Llobregat, la llamada Ciudad de Reposo y Vacaciones. El inicio de la Guerra Civil truncó el proyecto.

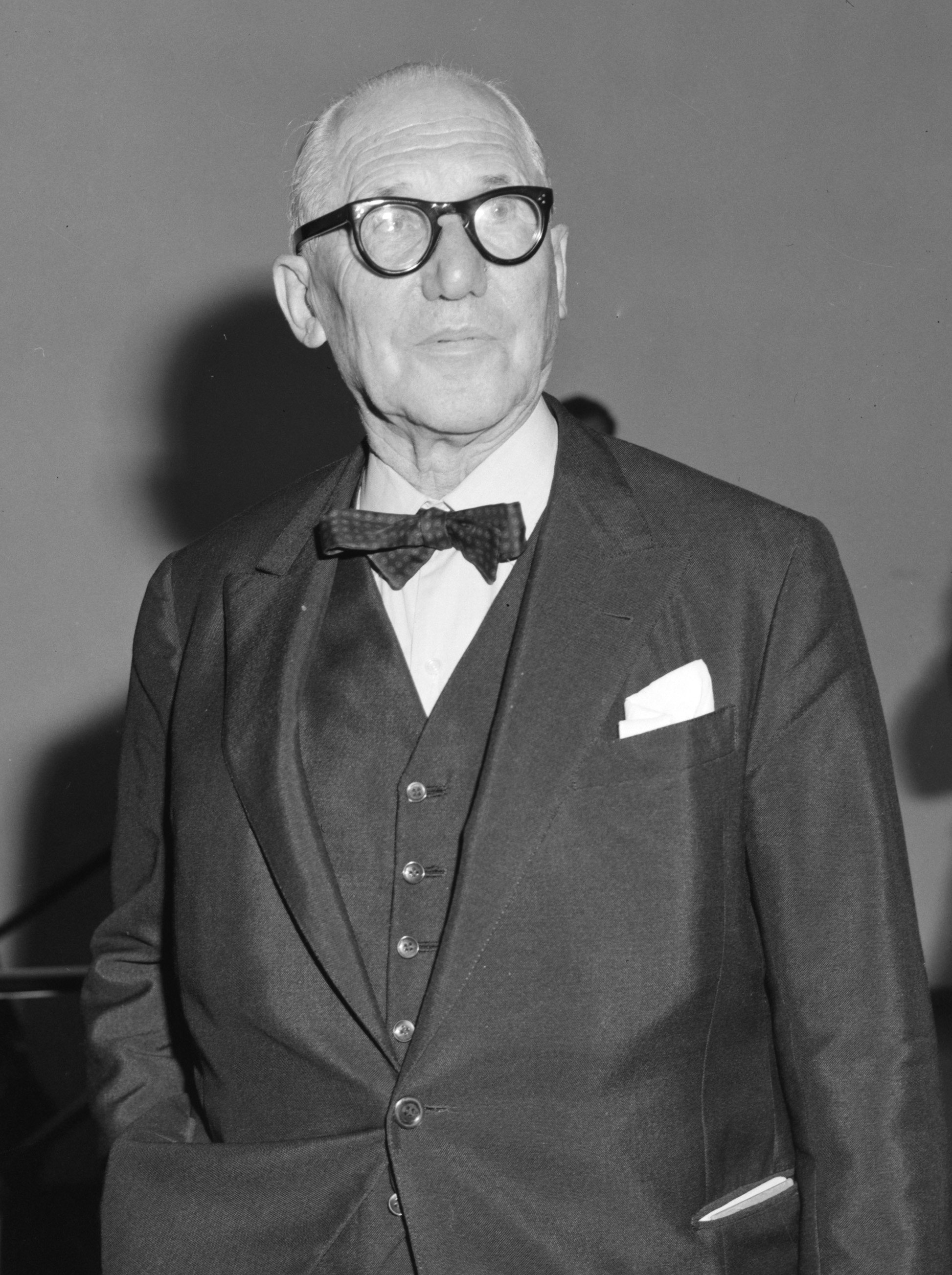
Le Corbusier, artífice con el GATCPAC del Plan Macià

El Plan presentaba a Barcelona como una capital política y administrativa, de carácter obrero y funcional, que se estructuraría en diversas áreas: una zona residencial, otra financiera e industrial, otra cívica y de servicios, y otra lúdica, que comprendía los parques y jardines y las playas; también se estudiaban detenidamente los enlaces y las comunicaciones y transportes. El eje vertebrador sería la Gran Vía de las Cortes Catalanas, una franja de 600 m de ancho que iría desde el Llobregat hasta el Besós. También se potenciaban la avenida Meridiana y la del Paralelo, que convergerían en el puerto, donde se situaría una city o centro de negocios, desplazando las instalaciones portuarias a la Zona Franca. Para la zona residencial proponían la creación de módulos de 400 x 400 m —equivalentes a nueve manzanas del Ensanche— con grandes conjuntos de viviendas y equipamientos sociales. El área de esparcimiento estaba ideada a través de espacios verdes situados en estos módulos residenciales y en una gran franja de terreno en la zona litoral, entre la Barceloneta y el Pueblo Nuevo, así como la creación de un vasto complejo destinado al ocio llamado Ciudad de Reposo y Vacaciones, que se situaría en las playas de Viladecans, Gavá y Castelldefels.
Aunque el Plan Macià no se llevó a la práctica, su diseño innovador y vanguardista lo convirtió en uno de los hitos del urbanismo barcelonés, junto con los planes Cerdá y Jaussely. Algunos de sus aspectos inspiraron el urbanismo de la ciudad en el período democrático, especialmente en cuanto a la recuperación del frente marítimo como espacio destinado al ocio, como se puso de manifiesto con la ubicación del centro comercial Maremagnum en el muelle de España o la creación de la Villa Olímpica y los diversos parques que se suceden desde esta hasta la zona de Diagonal Mar.
También por iniciativa del GATCPAC surgió el Plan de Saneamiento del Casco Antiguo (1935-1937), el cual preveía derribos de manzanas consideradas insalubres, un esponjamiento del espacio urbano y la creación de equipamientos de carácter higiénico, todo ello apoyado en una decidida intervención pública, hecho que favoreció el decreto en 1937, en el transcurso de la Guerra Civil, de la municipalización de la propiedad urbana.
Otro proyecto no realizado del grupo fue la urbanización de la avenida Diagonal (1931), para la que presentaron un proyecto que preveía la construcción de grandes bloques de pisos situados paralelamente a la avenida, aislados unos de otros con espacios ajardinados entre medio. Los pisos bajos estaban destinados a tiendas, almacenes y aparcamientos. Los pisos estaban proyectados para recibir la máxima cantidad de luz y ventilación, conforme a las normas higienistas preconizadas por el CIRPAC. También preveían aprovechar parte del espacio entre edificios para piscinas, pistas de tenis, zonas de juego y otros espacios lúdicos.

## Interiorismo

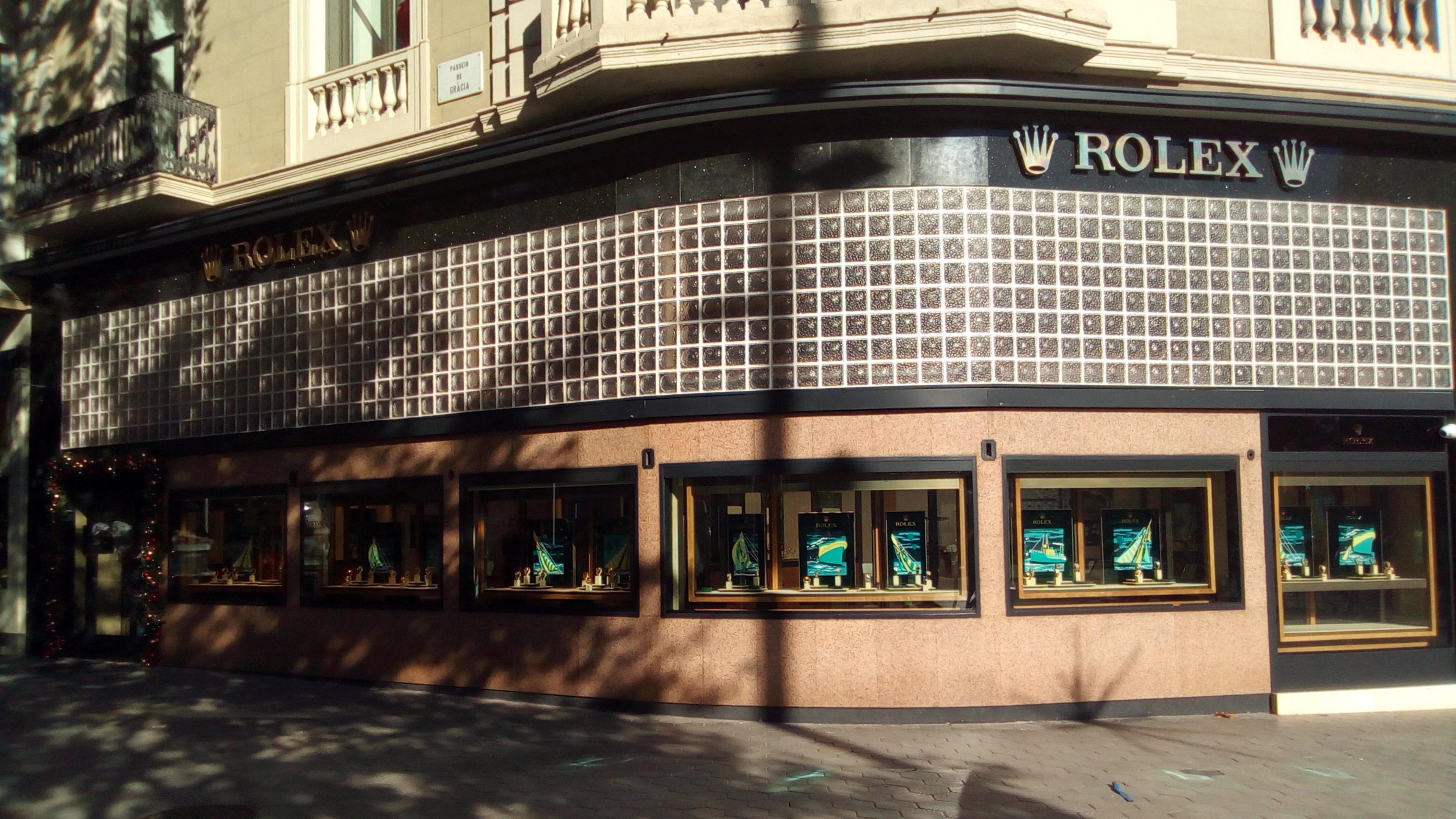
Joyería Roca (1934), de Josep Lluís Sert y Antoni Bonet i Castellana

Los miembros del grupo mostraron también un especial interés por la decoración y el interiorismo, como se demuestra por su apuesta por el local comercial que tenían en el paseo de Gracia, el MIDVA (Muebles y Decoración de la Vivienda Actual), en el que vendían muebles, electrodomésticos y objetos decorativos y para el hogar. El GATCPAC fue pionero en la introducción del diseño moderno en España, y su actividad grupal fomentó la interrelación entre arquitectos, empresarios y profesionales de la construcción para la elaboración de obras de diseño. Los miembros del GATCPAC recibieron la influencia de la Deutsche Werkbund y su apuesta por la funcionalidad y la producción industrial en serie, así como de la Bauhaus y su cultura del diseño encaminada a fijar los cánones estéticos del objeto industrial moderno, así como su apuesta por la utilización en mobiliario de materiales como el vidrio y el acero.
En Barcelona, el ámbito de la decoración estaba dominado en esa época por el FAD (Fomento de las Artes Decorativas), una institución fundada en 1903 que aglutinaba artistas y artesanos dedicados a la decoración. Desde los años 1920, esta asociación era defensora del art déco y refractaria al nuevo diseño propiciado por la Bauhaus. Desde su formación, los miembros del GATCPAC fueron conscientes de las posibilidades de los objetos de diseño para fomentar la nueva cultura de la modernidad, máxime cuando las realizaciones arquitectónicas son lentas de ejecución, mientras que los objetos de diseño son más fáciles de fabricar y de exhibir. Por ello, tanto el local del MIDVA como la revista A.C. se convirtieron en los principales órganos de difusión del nuevo diseño promovido por el colectivo racionalista. De hecho, en la fachada de la tienda del paseo de Gracia había un letrero que anunciaba en grandes letras «Construcción y amueblamiento de la casa contemporánea».

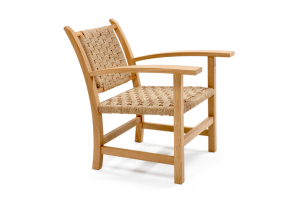
Butaca de mimbre diseñada por Josep Torres Clavé

En 1931, con la inauguración del local del MIDVA, se anunciaba ya la venta de «mobiliario estándar tipo GATCPAC», como la «butaca de madera», formada por una estructura de brazos y patas de madera con un bastidor metálico en forma de L para asiento y respaldo, y dos cojines articulados de piel o tejido. Otro exponente era la «mesa de madera contrachapada y tubos de acero», así como armarios de casiers de madera sobre pies metálicos, de medidas variables, o un bufet con paneles corredizos de madera y vidrio con diferentes combinaciones cromáticas. En general, estaban diseñados como muebles polivalentes para entornos domésticos o de trabajo, con un diseño funcional y precios asequibles.
Las premisas básicas del diseño del GATCPAC eran la funcionalidad, la simplificación formal, la ausencia de ornamentación, la estandarización y el uso de nuevos materiales. Además del diseño moderno se inspiraron en la artesanía popular mediterránea, como se denota en la butaca de cedro y espadaña diseñada por Torres Clavé en 1934, que fue la escogida para el patio del Pabellón de la República para la Exposición Internacional de París de 1937.
En el local del GATCPAC se exponían tres clases de productos: los del propio grupo, bajo la denominación genérica de «Muebles Modelo GATCPAC», disponibles en catálogo y producidos a petición del cliente; muebles ya existentes en el mercado y adaptados por los socios del grupo, como las sillas diseñadas originalmente por Marcel Breuer; y piezas de fabricantes nacionales y extranjeros de las que el GATCPAC era representante en exclusiva, como las piezas de Michael Thonet, Alvar Aalto o Dámaso Azcue.
Uno de los interiores decorados por miembros del grupo más logrados fue el de la Joyería Roca, obra de Josep Lluís Sert con la asistencia de Antoni Bonet Castellana. Diseñaron un interior espacioso y diáfano, con una luz tamizada que realzaba la exposición de joyas a la venta, con utilización de materiales como el metal, la madera pintada y el vidrio ahumado, y unos juegos cromáticos basados en el gris y el negro para el mobiliario, el azul, rosa y siena para suelos y paredes y una gama de colores brillantes para los tapices sobre los que se exhibían las joyas.
Hacia 1934 el estilo del grupo fue evolucionando hacia una decoración que valoraba más la tradición —especialmente la mediterránea—, lo que se tradujo en una nueva valoración de la artesanía y en un mayor uso de la madera como principal material en la confección de muebles. Exponentes de ello fueron los interiores diseñados por Sert y Torres Clavé para las casitas de fin de semana en Garraf o la casa de Rodríguez Arias en Ibiza, donde introdujo la butaca que más tarde se utilizaría en el Pabellón de la República. Una buena muestra del diseño de interiores del grupo fue el stand del MIDVA para el I Salón de Artistas Decoradores celebrado en Barcelona en 1936, en el que se expusieron algunos muebles inspirados en la cultura popular, como sillas de madera y cordel o alfombras de esparto.

## Arquitectura racionalista ajena al GATCPAC

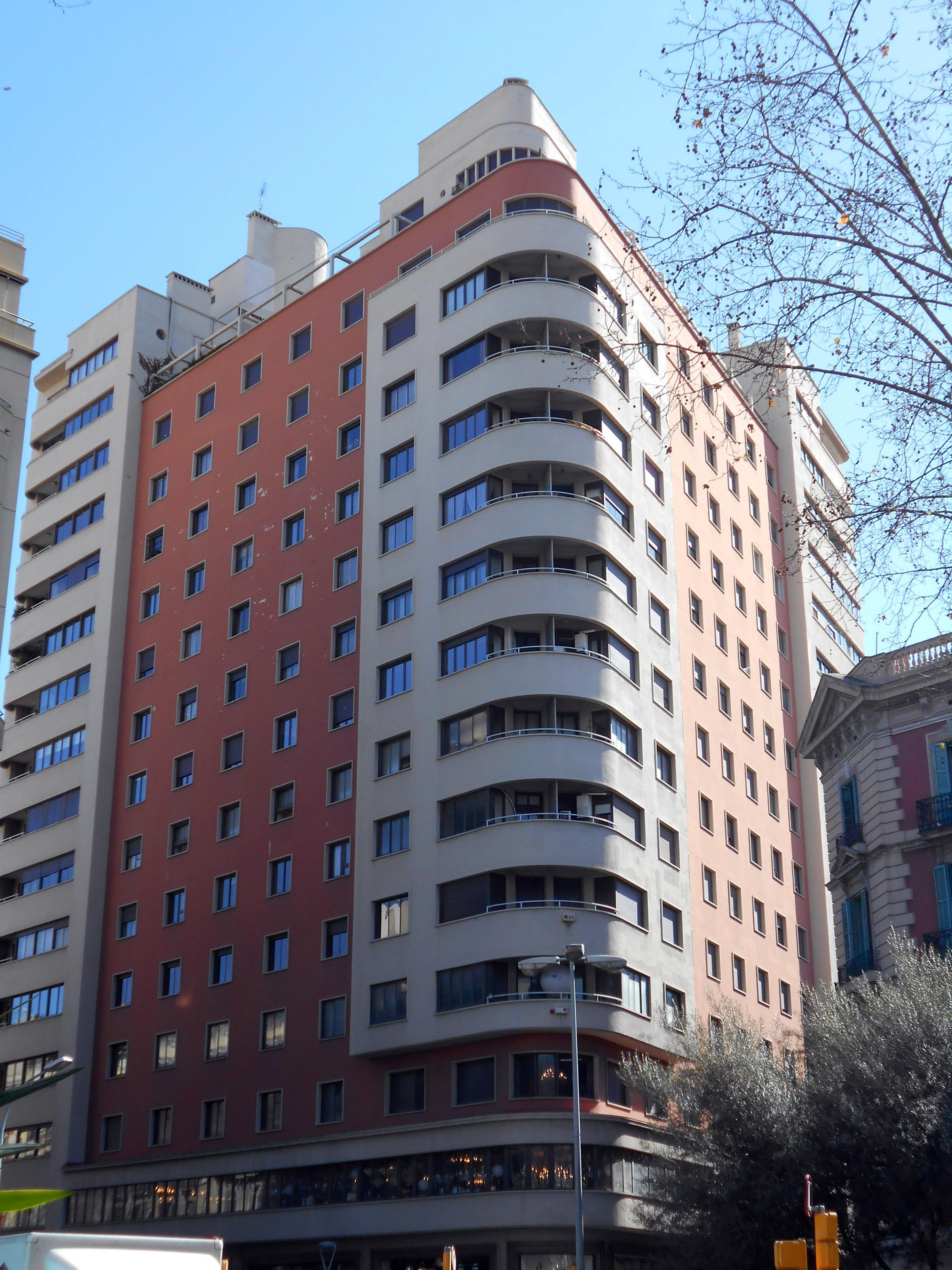
Rascacielos Urquinaona (1936-1944), de Luis Gutiérrez Soto

Además de los proyectos del GATCPAC, varios arquitectos ajenos al grupo practicaron en estos años la arquitectura racionalista, generalmente arquitectos de la generación anterior —la novecentista— que probaron en mayor o menor medida las premisas de esta nueva arquitectura que triunfaba a nivel internacional.
Josep Goday fue un arquitecto novecentista, titulado en 1905. Como arquitecto municipal de Barcelona se encargó de la construcción de varios grupos escolares patrocinados por el Ayuntamiento de Barcelona entre 1917 y 1923 (Baixeras, Luis Vives, Pere Vila, Ramon Llull, Milá y Fontanals y Lluïsa Cura), de factura historicista; sin embargo, el último de ellos, el grupo escolar Collaso i Gil (1932-1935, calle de Sant Pau 109) lo diseñó en un estilo cercano al racionalismo influido por la arquitectura escandinava del momento, con tres cuerpos dispuestos en forma de U alrededor de un patio y seis plantas, la última de ellas retranqueada respecto a la fachada, todo ello en ladrillo de obra vista.
Joaquim Lloret i Homs, arquitecto titulado en 1915, fue autor de la clínica Barraquer (1934-1940, calle de Muntaner 314), un edificio de elevado nivel tecnológico con fachadas de trazado horizontal, cercano al funcionalismo germánico y con ciertas reminiscencias del art déco en la decoración interior.
Josep Maria Sagnier i Vidal, titulado en 1916, era hijo del arquitecto modernista Enric Sagnier i Villavecchia. Fue arquitecto diocesano del obispado de Barcelona. Cercano al novecentismo, entre 1935 y 1942 construyó la casa Vilà de la Riva (calle de Balmes 392-396) en un estilo racionalista.
Pere Benavent de Barberà, titulado en 1923, realizó una obra de estilo personal con cierta tendencia clasicista y gusto por lo popular. Aunque se mostró bastante crítico con el racionalismo, algunas de sus obras se acercan a este estilo, como el edificio de viviendas de la calle de Balmes 220 (1931-1932), el edificio de la avenida de Gaudí 56 (1933),, el edificio de viviendas de la calle de Los Castillejos 334 (1936) o la casa Jacinto Esteva en el paseo de Gracia 104 (1935-1940).
Antoni Sardà, titulado en 1925, fue arquitecto municipal de Reus, donde construyó la casa Hipòlit Montseny (1934-1935, calle de Colón 1), un edificio en chaflán con la esquina en forma de proa, característica de numerosas obras racionalistas. También fue autor del edificio del Mercado Central (1934-1949, calle de Josep Sardà i Cailà s/n), con un gran espacio central y dos crujías laterales más bajas, con un juego de volúmenes de disposición simétrica y forma escalonada.

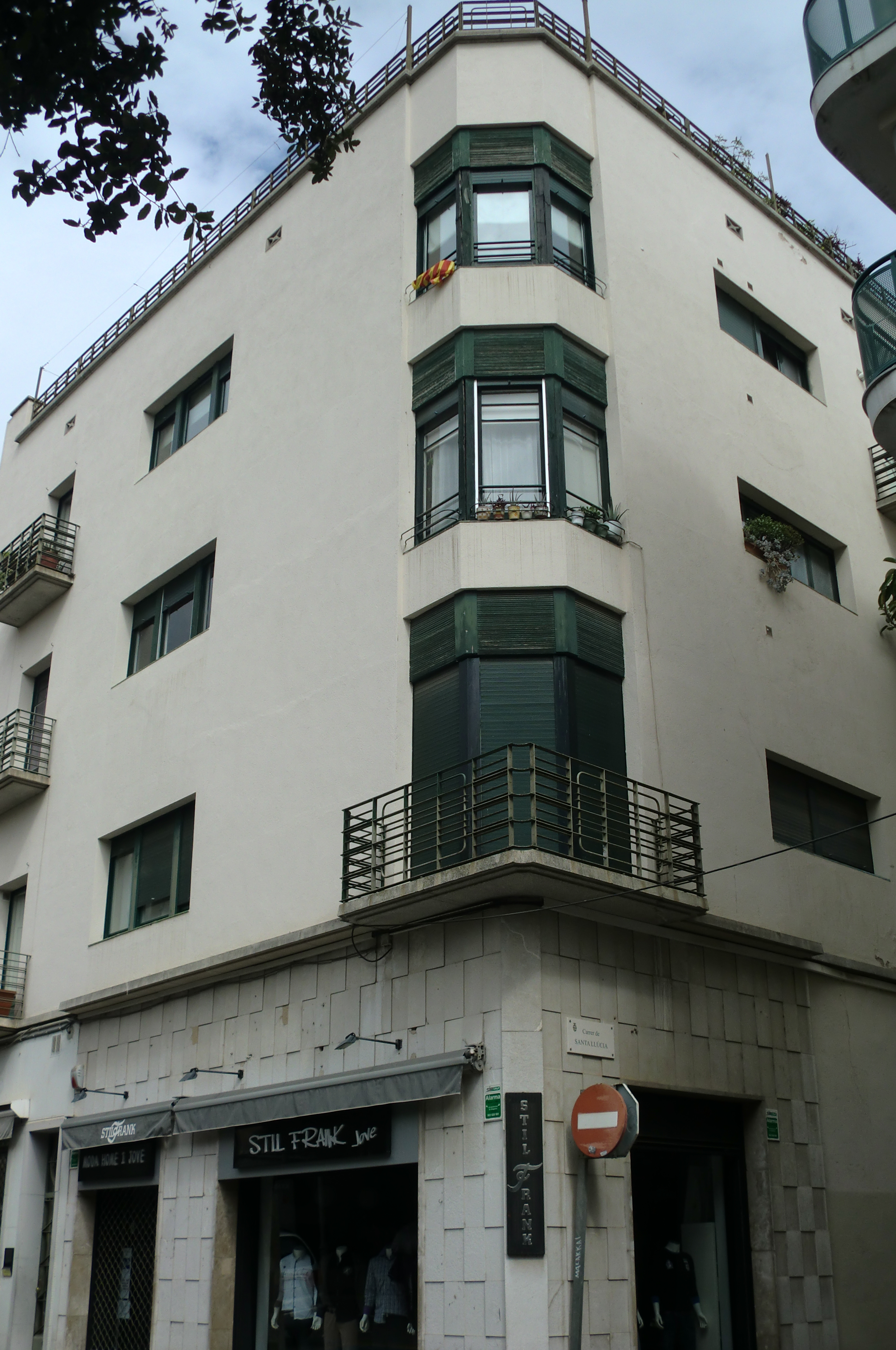
Casa Guillamet (1935), de Emili Blanch, Figueras

Narcís Escrigas fue autor de la fábrica Germans Batlló (1935, calle de Bellesguard 32), formada por una nave de producción con cubierta a dos aguas y un volumen escalonado de oficinas en la parte más baja, a modo de proa de barco, un recurso habitual del lenguaje racionalista.
Joan Aubert, titulado en 1926, fue arquitecto municipal de Olot desde 1927 hasta 1972. En esta localidad fue autor de la casa Aubert o El Cafetín (1936, calle de San Cristóbal 3), un edificio en chaflán de cuatro plantas en el que destacan los balcones de los tres pisos superiores situados en la esquina, siguiendo el esquema de casa-barco típico del racionalismo. En la misma localidad construyó la fábrica Artur Simón (1940, calle de Josep Ayats 10), un edificio en forma de U con planta baja y un piso, con entrada en la parte del chaflán, de forma cilíndrica y con una cristalera de doble altura.
Emili Blanch se tituló en 1925, tras trabajar como delineante para Manuel Raspall. Recibió la influencia de Le Corbusier, lo que le encaminó hacia el racionalismo. Fue arquitecto provincial de la Diputación de Gerona y, en 1936, arquitecto de la Generalidad igualmente en Gerona. Entre sus principales obras destacan: la casa Jonquera (1931), la casa Blanch (1932) y la casa Teixidor (1934) en Gerona; y la casa Reig (1934) y la casa Guillamet (1935) en Figueras. También construyó los grupos escolares de Vilafan (1930, derribado en 1985), Fortiá (1934, actualmente CEIP Teresa de Pallejà), San Jordi Desvalls (1932-1934, actualmente CEIP Sant Jordi), Flassá (1934, actualmente CEIP Les Moreres), Regencós (1934) y Ginestà (1935), además de otros proyectados y no ejecutados en San Jaime de Llierca (1933), Les Olives (1934), Vilasacra (1935) y Parlabá (1935); también edificó la Escuela de Artes y Oficios de Palafrugell (1931-1934, actualmente Museo del Corcho) y la Escuela Graduada Francesc Macià en Sarriá de Ter (1936).

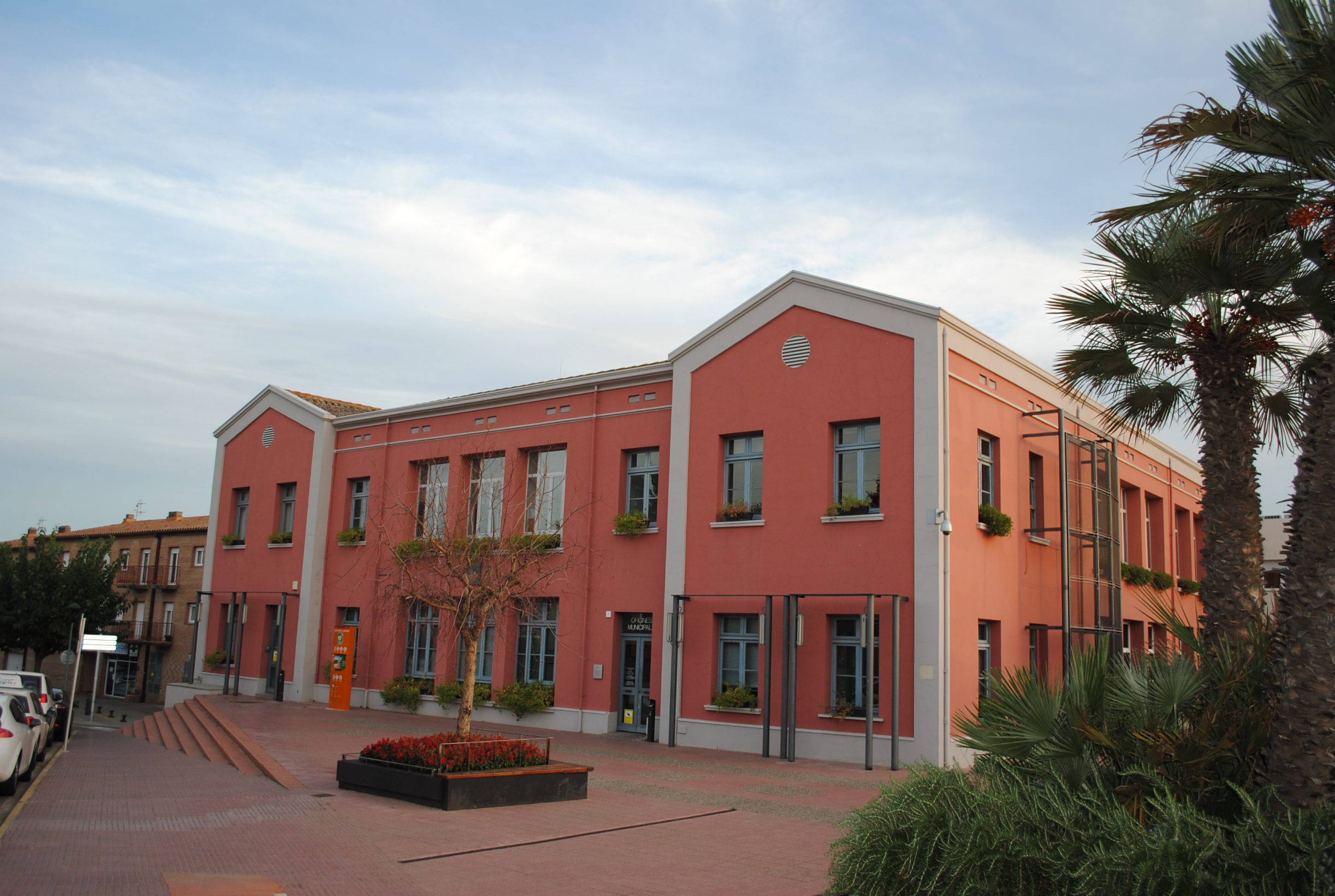
Colegio de Calonge (1937-1939), actualmente Ayuntamiento, de Joan Roca Pinet

Ricard Giralt fue un arquitecto titulado en 1911 y doctorado en 1913. En 1915 fue nombrado arquitecto municipal de Figueras y, en 1922, de Gerona. En los años 1930 se acercó al racionalismo, tanto por su interés arquitectónico como por su militancia republicana e izquierdista. Entre 1931 y 1933 se construyó bajo sus directrices la Escuela Ignasi Iglesias en Gerona (actualmente CEIP Montjuïc). También construyó las Escuelas de la Mercè (1933, actualmente CEIP Verd) y Palau-sacosta (1936-1937, actualmente CEE Palau) en Gerona, así como otras escuelas en Figueras (1933) y San Hilario Sacalm (1934-1937, actualmente CEIP Guilleries). En 1936 reconvirtió varios colegios religiosos en municipales: los Maristas como Grupo Durruti (de nuevo Maristas tras la guerra), La Salle como Grupo Karl Marx (actualmente Colegio La Salle) y las Dominicas como Escuela Graduada Joaquim Maurín (derribado en 2000). Ese año proyectó dos grupos de vivienda obrera en Gerona, de los que solo se construyeron cuatro casas. Al año siguiente fue elegido delegado del Sindicato de Arquitectos de Cataluña en Gerona, desde el que promovió la colectivización de la construcción y la municipalización de la vivienda. Ese año elaboró un proyecto para un grupo escolar llamado Prat de la Riba en Gerona, que no se llegó a ejecutar. Por otro lado, en cuanto a urbanismo, proyectó en Gerona la urbanización de la montaña de Montjuic (1936) y del barrio del Mercadal (1939).
Joan Roca Pinet, titulado en 1910, fue entre 1913 y 1918 arquitecto municipal de Olot y, posteriormente, arquitecto de Hacienda en la provincia de Gerona. Pasó por el modernismo y el novecentismo hasta desembocar en el racionalismo, estilo en el que construyó la casa Puig (1934) y la casa Carbó (1935-1936), en Gerona. En 1933 proyectó también la reforma del campo de fútbol de Vista Alegre. En 1937 sustituyó a Giralt como delegado en Gerona del Sindicato de Arquitectos, cargo desde el que planificó varios grupos de vivienda obrera. También construyó grupos escolares en Ventalló (1934), Cassá de la Selva (1935-1939, actualmente CEIP Puig d'Arques) y Calonge (1937-1939, actualmente Ayuntamiento de Calonge).
En último lugar conviene recordar la obra en Barcelona del arquitecto madrileño Luis Gutiérrez Soto, autor del edificio Fàbregas o Rascacielos Urquinaona (1936-1944, calle de Junqueras 18 esquina plaza de Urquinaona), el primer rascacielos de la ciudad. Construido bajo la dirección de Carlos Martínez Sánchez, es un edificio mixto de oficinas y viviendas, de quince plantas, con una configuración en proa en la esquina de la plaza de Urquinaona. Carlos Martínez fue autor también de otro edificio racionalista en la Vía Augusta n.º 12 de Barcelona (1932), un edificio en chaflán que resuelve con una fachada de forma irregular, con tres viviendas situadas alrededor de un eje formado por la escalera interior y los ascensores.

## Influencia posterior

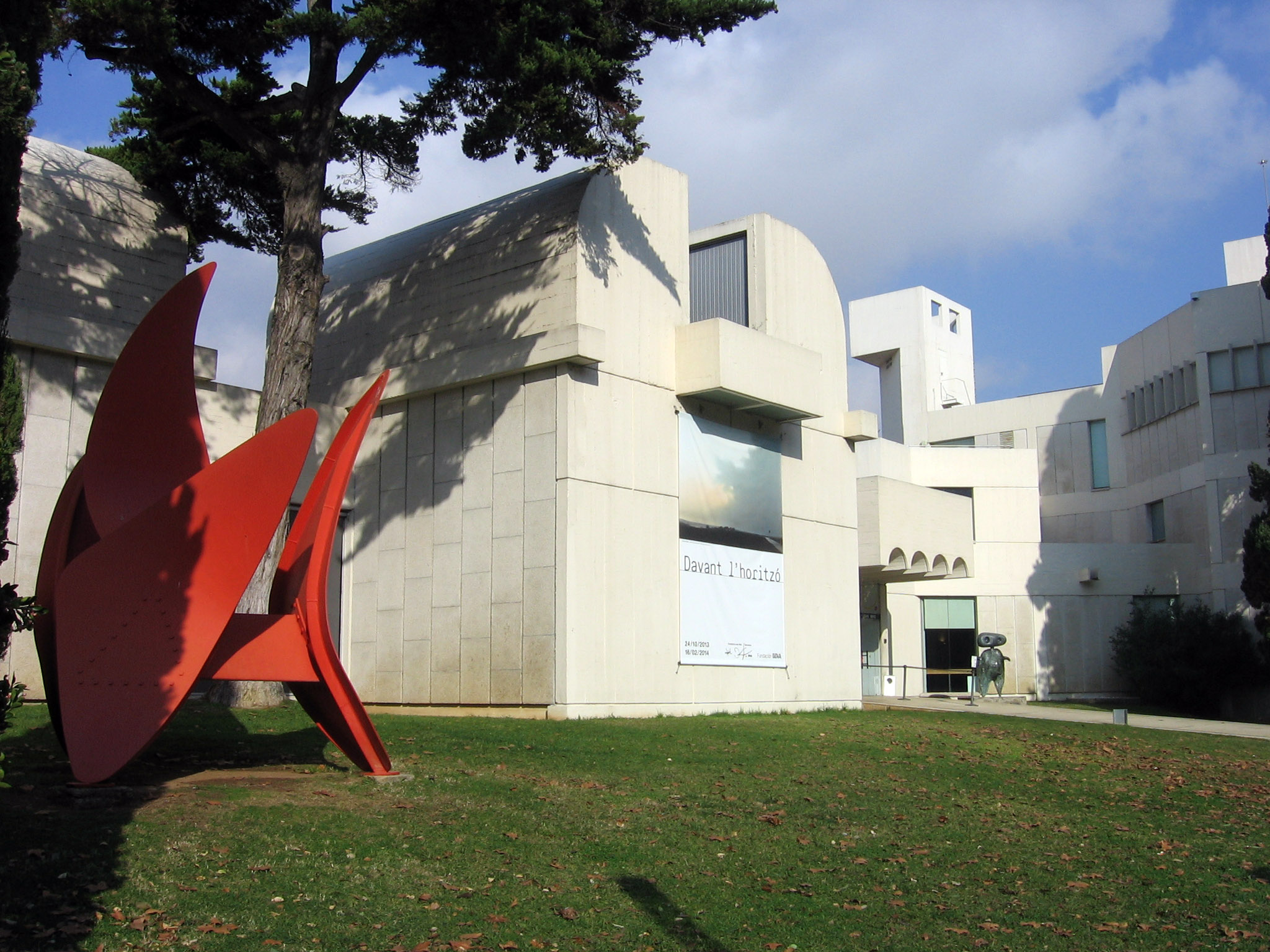
Fundación Joan Miró (1972-1975), de Josep Lluís Sert

Tras la Guerra Civil desapareció la modernidad racionalista en Cataluña. El inicio de la dictadura franquista provocó una ruptura en la integración vanguardista de la arquitectura catalana, ya que el nuevo régimen apostó por un estilo más academicista. En los primeros años de posguerra resurgió el estilo novecentista, con un marcado componente académico, en un estilo neoclásico influido por el eclecticismo americano y el neorrenacentismo mediterráneo, con tendencia al monumentalismo y la grandilocuencia auspiciados por el nuevo régimen.
Sin embargo, en los años 1950 resurgió el interés por la arquitectura de vanguardia y algunos de los nuevos movimientos surgidos en estos años evidenciaron el influjo del racionalismo. El llamado Grupo R (1951-1961), formado por un conjunto de arquitectos como José Antonio Coderch, Antoni de Moragas, Josep Maria Sostres, Oriol Bohigas y Josep Martorell, conectó la experiencia del racionalismo y el GATCPAC con las nuevas corrientes internacionales, como el Neoliberty, el contextualismo y el organicismo, con influencia de arquitectos como Alvar Aalto, Oscar Niemeyer, Bruno Zevi y Gio Ponti. Se consideraban a sí mismos posfuncionalistas, partiendo del funcionalismo racionalista pero superado sobre la base de criterios humanistas. La arquitectura del Grupo R se fue desmarcando cada vez más del estilo propio del régimen, adquiriendo un matiz reivindicativo, en que la apuesta por la modernidad se consideraba una oposición al régimen.

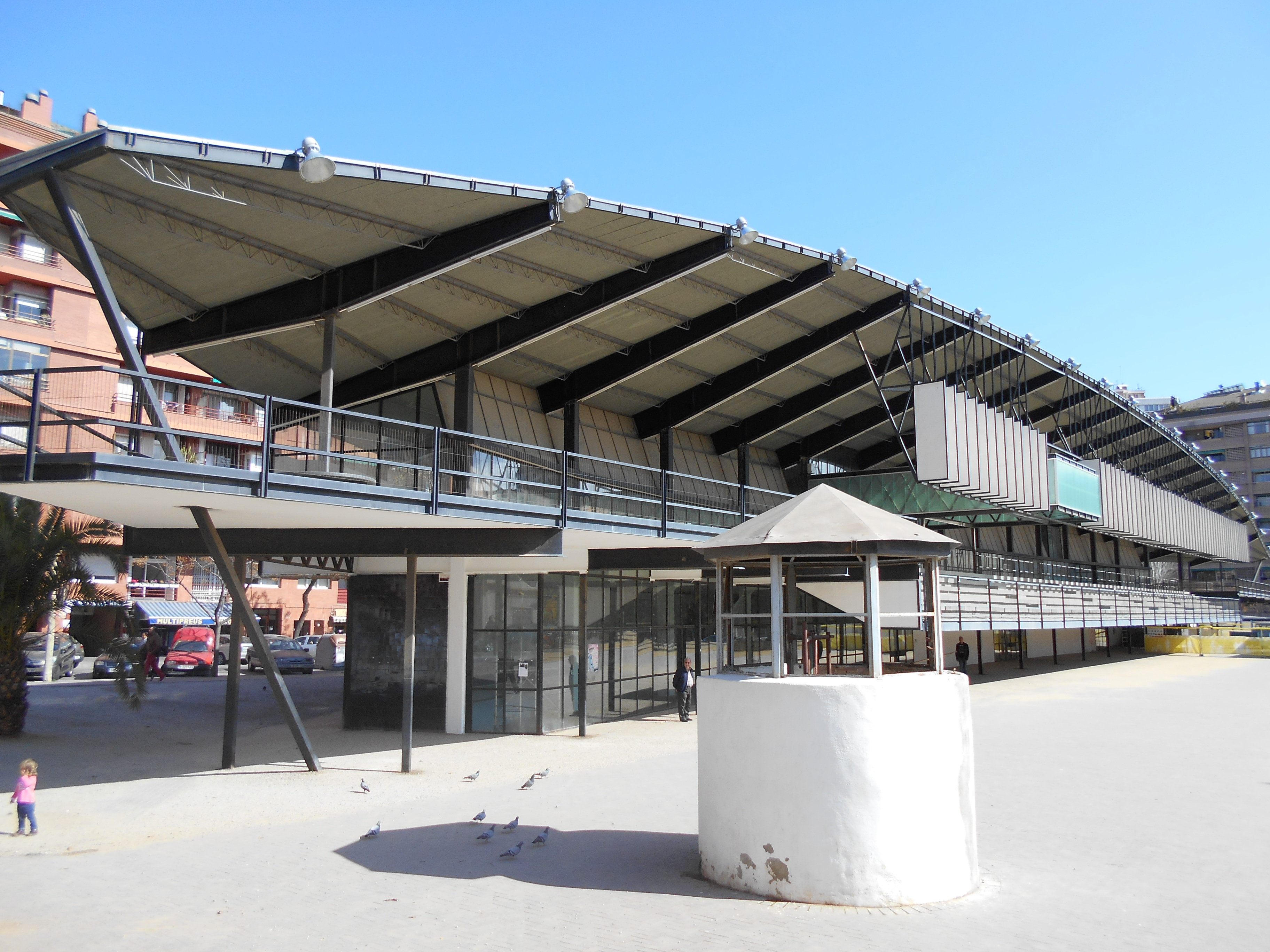
Canódromo Meridiana (1962-1963), de Antoni Bonet i Castellana

Los principales exponentes esos años de un racionalismo de raíces miesianas y bauhausianas fueron Francesc Mitjans y Francisco Juan Barba Corsini. El primero fue autor del edificio La Colmena (1950-1952), el conjunto Vallmajor de viviendas y Clínica Soler Roig (1950-1954), el edificio de oficinas CYT (1953-1959), el edificio Tokyo (1954-1957), el Hotel Barcelona (1955-1962), el edificio Seida (1955-1967, con Josep Soteras) y el edificio de oficinas Harry Walker (1959). Barba Corsini construyó el edificio Mitre (1959-1964) y los apartamentos de las buhardillas de la Casa Milà (1955), al estilo de los study houses de Los Ángeles.
Entre los años 1960 y 1970 surgió la denominada Escuela de Barcelona, según la denominación propuesta por Oriol Bohigas en su artículo Una posible Escuela de Barcelona, publicado en la revista Arquitectura en 1968. Heredera del Grupo R, la nueva escuela se inspiró en el neorrealismo italiano que triunfaba por aquel entonces a nivel internacional, combinando un lenguaje constructivo racionalista con la funcionalidad y el diseño. Entre sus miembros se encontraban algunos del Grupo R, como Bohigas y Martorell, así como Federico Correa, Alfons Milà, Ricardo Bofill, Albert Viaplana, Helio Piñón, Esteve Bonell o el grupo Studio PER, formado por Lluís Clotet, Òscar Tusquets, Cristian Cirici y Josep Bonet.
En este período retornaron algunos de los arquitectos del GATCPAC que marcharon al exilio, como Josep Lluís Sert, autor del conjunto residencial Les Escales Park (1967-1973) y de la Fundación Joan Miró (1972-1975), un singular edificio construido con hormigón y placas prefabricadas y formado por la torre de acceso con sala de actos, bar y biblioteca, desde donde se configura un conjunto de patios que articulan las diversas salas de exposición, dispuestas en circuito cerrado. O Antoni Bonet i Castellana, autor del Canódromo Meridiana (1962-1963, con Josep Puig i Torné), un edificio ligero formado por dos plantas paraboloides sobre pilares de acero, con gradas en voladizo cubiertas de un brise-soleil de hormigón cerrado en los extremos por una estructura de aluminio acristalada.
Finalmente, entre los años 1970, 1980 y 1990, ya en período democrático, aún se percibe la influencia del racionalismo en algunos autores y movimientos, como el llamado «racionalismo ecléctico», un grupo heredero directo de la arquitectura racionalista, que defienden la relación entre construcción y arquitectura, con especial énfasis en la composición; destacan el compromiso entre tradición y modernidad, así como el carácter urbano de la arquitectura. Sus principales representantes fueron: Rafael Moneo, Josep Llinàs, Josep Lluís Mateo y los tándems Jaume Bach-Gabriel Mora y Esteve Bonell-Francesc Rius.